# CPUの冷却装置
CPUの冷却装置（シーピーユーのれいきゃくそうち）では、主に「CPUクーラー」と呼ばれているパソコンのCPUの冷却およびその装置について解説し、それと深く関係するのでGPUやPC筐体の冷却などについても併せて解説する。

## 概要

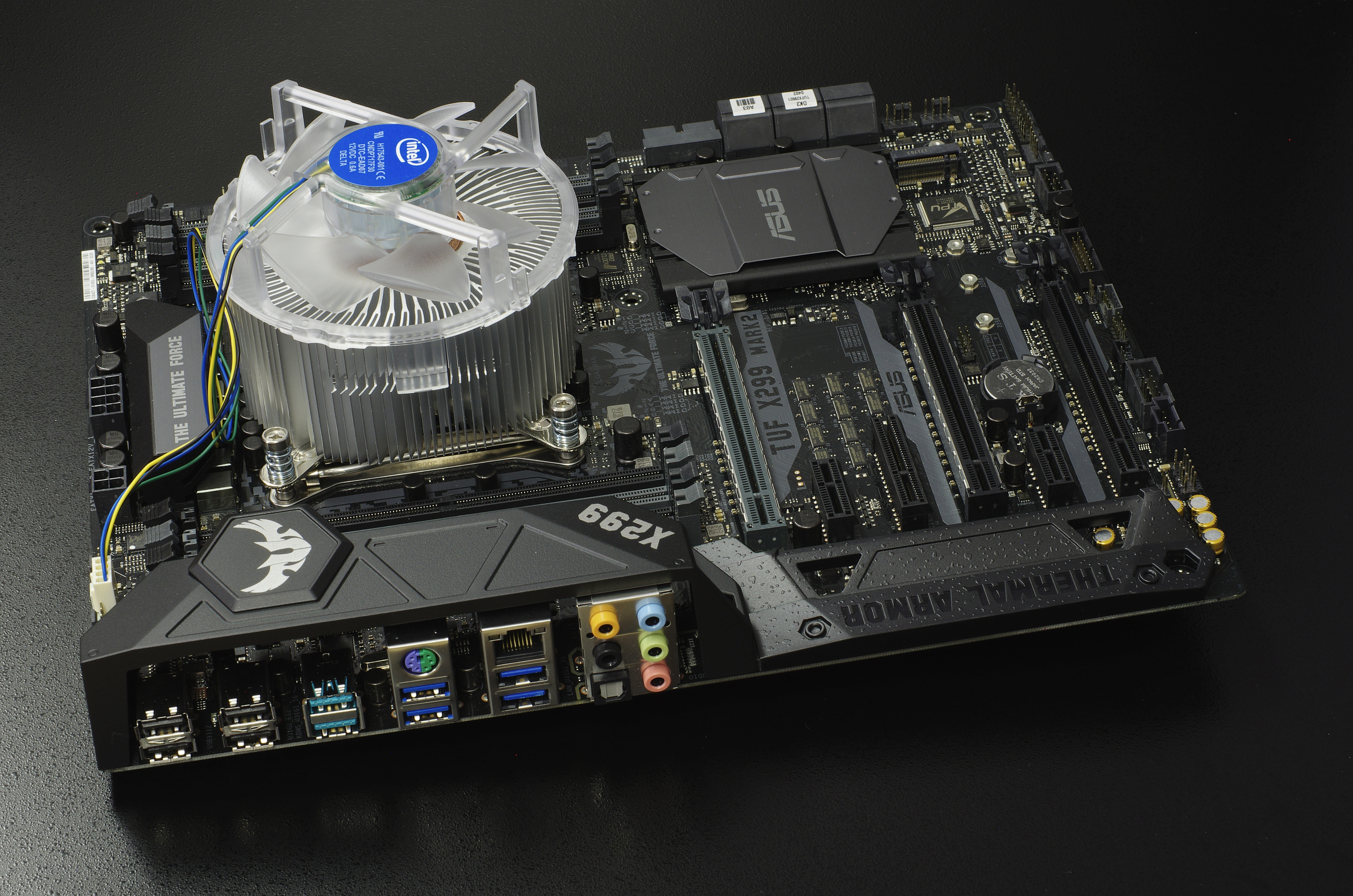
パソコン内部のマザーボード
左側にある銀色の円筒形の部分がCPUの冷却装置（CPUクーラー）である。

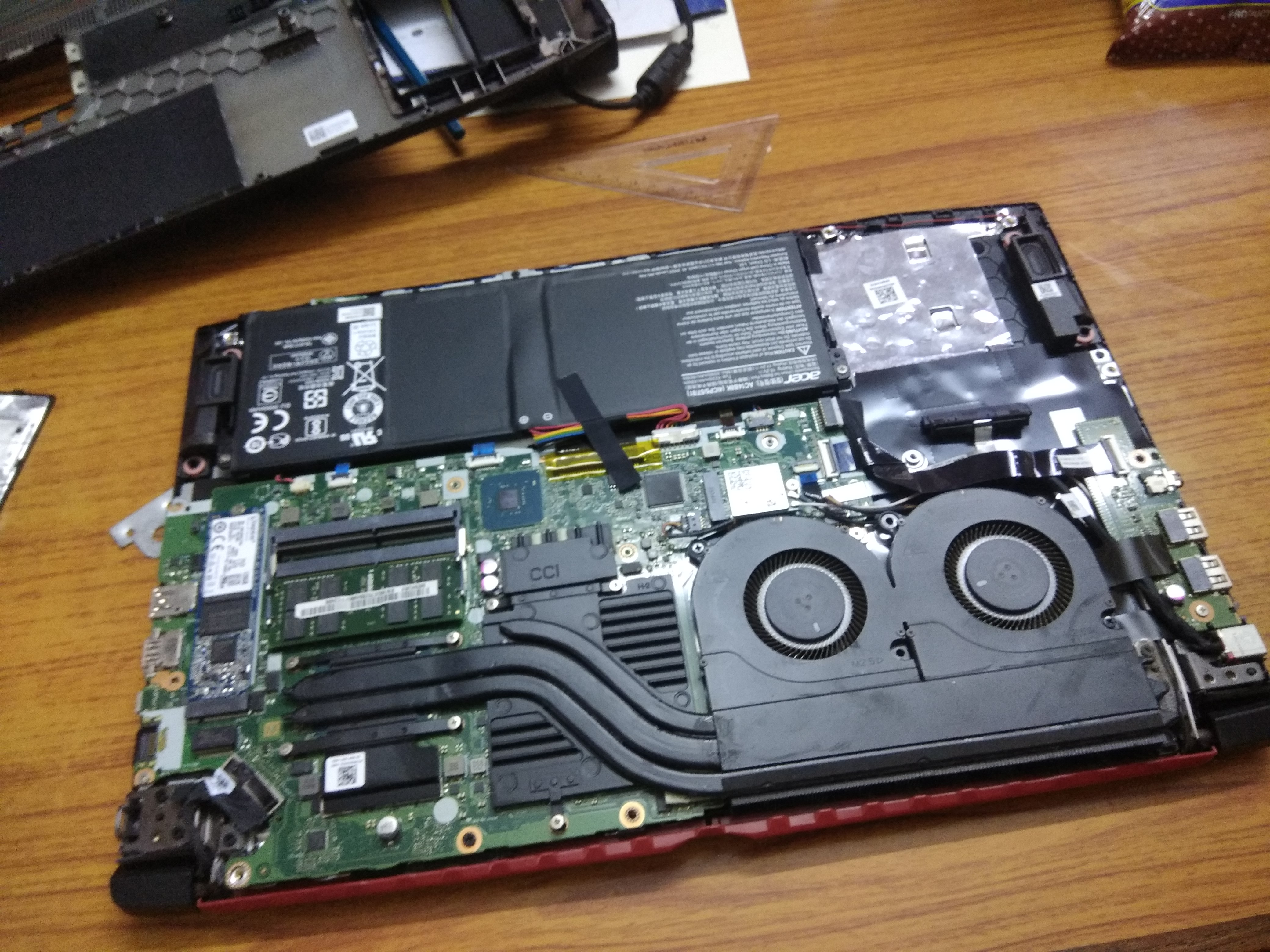
ゲーミングノートPCの冷却装置。ヒートシンクが太く、ファンや排気口が2つになっており、普通のノートPCの2倍になっている。

CPUに限らず、集積回路を使用する電子機器全般では、強く発熱しているにもかかわらず冷却を怠った場合、以下のような問題が生じる。
- オーバーヒートによる誤動作。なお、特にこれによる制御不能状態（暴走）のことを指して俗に[注釈 1]「熱暴走」と呼ぶことがある
- 発熱時の異常な熱膨張、使用後の収縮の繰り返しによる寿命の短縮
- （最悪の場合）半導体としての熱暴走や故障・破壊

十分な冷却を行わない場合、以上のような、一時的な機能不全や、恒久的な破壊が起きうる。また、著しい寿命の短縮が起きた結果、しばらくの間は正常に機能しているように見えても、設計上の寿命よりはるかに早く故障する可能性が高まる。
マイクロプロセッサのCPUの場合、BtoB（企業間取引）などで取引され「バルク品」と呼ばれる商品にはCPUクーラーは付属しない。一方、一般消費者向けの「リテールパッケージ」には、必要十分な程度の性能を保証したCPUクーラー（「リテールクーラー」「純正クーラー」）が同梱されており、製品によっては純正以外のクーラーとの組合せが保証外となることもある。自作PCやBTOのPCでは、冷却能力や静音性などを重視したクーラーを望むユーザも多く、サードパーティ製のCPUクーラーが数多く開発・販売されている。2020年代現在ではリテール版でもクーラーが付属しないパッケージも出てきている。
自作PCやBTOのPCでは、本来は通風させる方向に沿っているべきであるマザーボード上の子基板がその向きに沿っていないことがある（たとえばメモリモジュールなどで多い）。一方でカスタムの幅が狭い前提で設計されるメーカー製PCやPCサーバ等では、フォームファクタに囚われず全体最適な設計が見られることも多い。
個人向けのパーソナルコンピュータだけでなく、業務用のワークステーションやサーバでも、冷却が必要になる理由はパーソナルコンピュータの場合と同じであるが、システム全体の冷却を考慮した設計となっている。
GPUの冷却

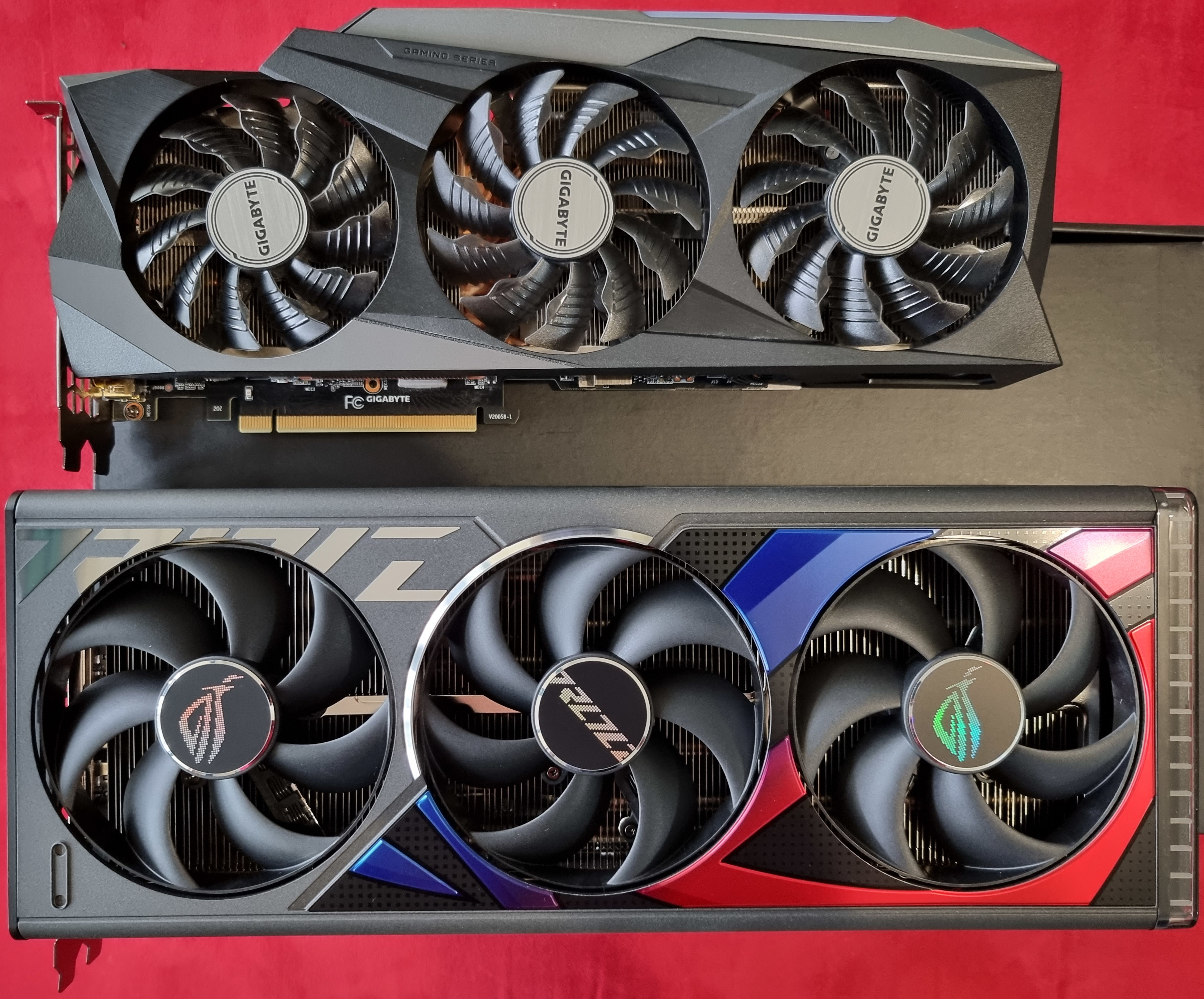
大型のGPUクーラーを搭載したビデオカード

GPUなどのプロセッサ、あるいはもっと他の集積回路で発熱の著しいものにおける冷却、ビデオカードの主にGPUを冷却するものは「GPUクーラー」または「VGAクーラー」と呼ぶ。
同一のGPUを採用した製品でも、メーカーによりファンの数が1～3基と異なる場合がある。
ゲームコンソールの冷却
家庭用ゲーム機でも同様に、心臓部のCPUやSoCが高性能になり発熱が大きくなるほど強力な冷却が必要となってきた歴史があり、たとえばPlayStationシリーズの場合、1994年に発売された初代PSでは自然通風による冷却のみであったが、2000年に発売されたPS2では放熱フィン・ファン・排気口などの冷却システムが組み込まれた。2022年11月に発売された高性能のPS5では、本体内部に直径120mm 厚さ45mmの巨大な両面吸気ファンが装備されており、前面の2つのベントから吸気を行い背面側ほぼ全面の多数のスリットから排気を行う構造になっており、ヒートシンクにヒートパイプを採用しているが、（PS3やPS4よりも）大型のものを装備、そして形状やエアフローの工夫によってベイパーチャンバー並みの性能を実現しているという。PS5の心臓部のSoCとヒートシンクの間に挟むTIM（サーマル・インターフェイス・マテリアル）には液体金属を採用している。
メインフレームなどの冷却
また1950年代から存在していたメインフレームや、1960年代中頃に登場したとされるスーパーコンピュータで冷却が必要になった理由も同様である。もともと大型コンピュータしかなかった時代から、コンピュータは熱に弱いものだった。メインフレームでは、それが設置されるマシンルーム（コンピュータルーム）は20℃前後に室温を保たなければならないなどと規定されている機種が多かった歴史がある（その結果、メインフレームのオペレーターは寒さに耐える必要があった）。20℃前後に保つので、その冷房費だけでもかなりの金額になった。スパコンやメインフレームなどでは、パーソナルコンピュータとはかなり異なった冷却方法も採用される場合がある。たとえば液浸方式つまり液体冷媒（電気絶縁性が高く不活性のフッ素系液体、商品名としては「フロリナート」（アメリカの3Mの製品）など）に基板群ごと浸して（沈めて）冷却する、という手法がとられることもある。2010年代後半からは相変化方式（気化熱を利用して効率的に熱を拡散させる方式）の放熱技術の開発もNECなどにより活発化している。

## 背景と歴史

### 黎明期
パソコンで使用されるマイクロプロセッサの場合、ごく初期にはPMOS、続いてNMOS論理方式であったため、1980年代にはその発熱が問題になるほどになった。しかし、CMOS論理方式への移行により、一旦は緩和された。インテルのメインストリーム製品の場合、8086で問題になった後、80286で緩和された。およそ数ワットの消費電力であったIntel 80386や68030の頃までは、放熱のために特別な部材は装着されておらず、プロセッサ表面から放熱していた。
しかしその後も、とどまることのない集積度とクロックの向上にともない消費電力が増大し、発熱の問題はどんどん大きくなった。

### ヒートシンクによる冷却の登場

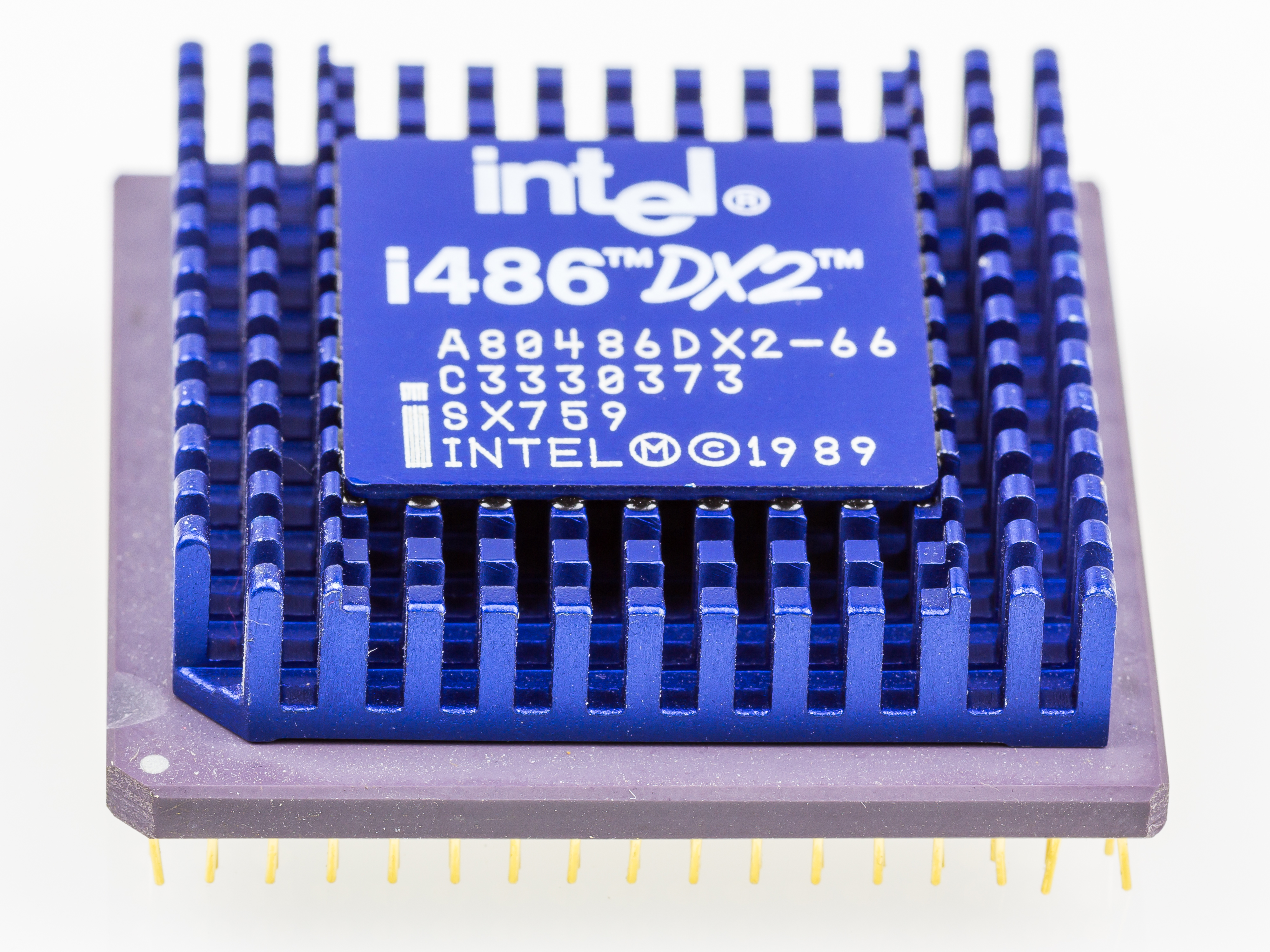
ヒートシンクを装着したi486

80286の頃には、樹脂製のパッケージにヒートシンク無しの場合もあったが、簡単なヒートシンクを付け筐体の通風は電源のそれを兼用とするか、4cm程度の独立したファンを付けた構造も登場した。
i486・68040の隆盛期に入り、クロック周波数がおよそ30MHz以上になり、消費電力が数十ワットに達すると、プロセッサ表面だけでは充分な放熱ができなくなり、CPUの上に放熱性の高い金属製のヒートシンクを取り付けるようになった。ヒートシンクにより放たれた熱は筐体の排気ファンや電源ファンから強制的に外部に出される構造である。

### 空冷ファンによる冷却の浸透

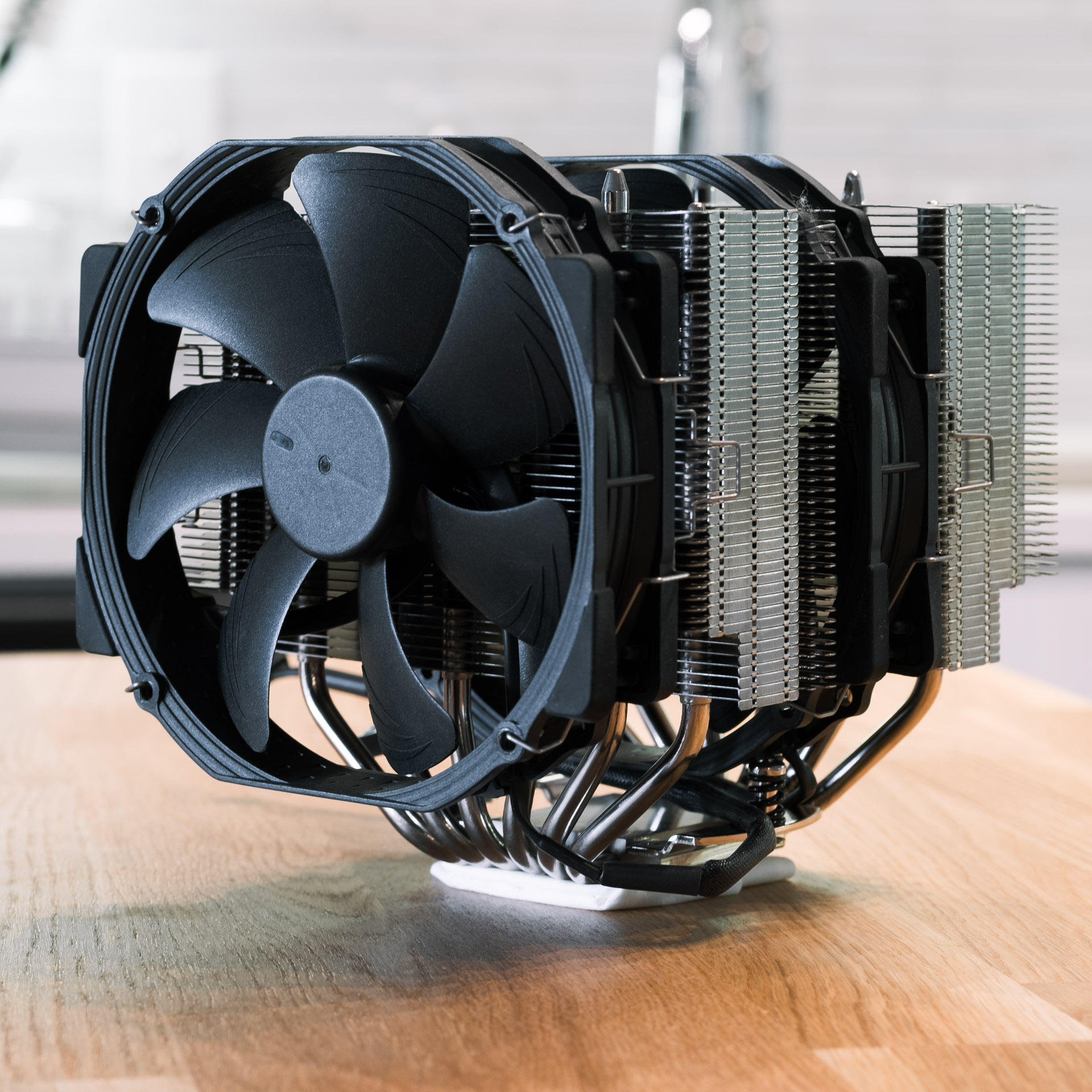
14cmのファンを2個搭載したCPUクーラー

Pentium黎明期（486の末期）の頃になると、32ビット化し、さらに台頭し始めたRISCに対抗して高性能化した。クロック周波数50 - 100MHz、消費電力が30W前後に上り、CPUの発熱がさらに増大した。
結果として、ヒートシンクと筐体の通風（自然冷却）では放熱が追いつかなくなり、ヒートシンクにファンを取り付け、ファンでおこした風を吹き付けて強制空冷を行うことが一般的になった。雑誌で「CPUで目玉焼きができるか」等の企画が出されたり、2001年頃には「このままのペースで発熱が増加すれば、CPUの発熱による単位面積あたりの熱流量は間も無く原子炉のそれを上回り、2015年には太陽のそれに達する」と主張された事もある（実際には2010年時点では原子炉のそれに届いていない）。
ハイエンドのプロセッサについてはクロック周波数の向上の伸びこそ近年は鈍化の傾向があるとは言え、マルチコア化による延べ消費電力ないしはTDPは2017年まで単調増加であり、それに伴い（ハイエンドのプロセッサについては）CPUクーラーも強化されてきた。

### 低発熱CPUへのファンレス対応

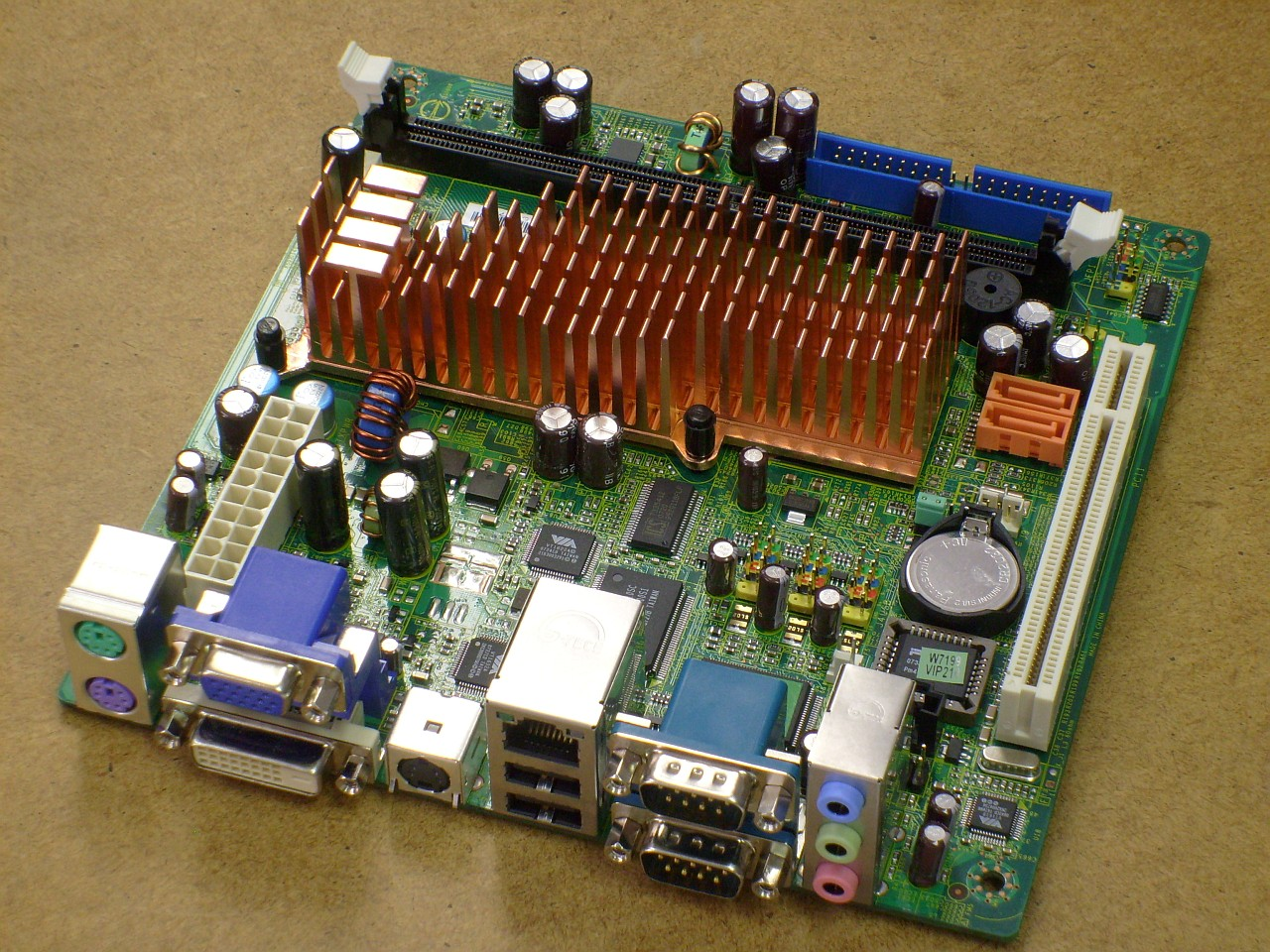
低発熱CPU搭載によりファンレスとした例

一方で、Pentiumをはじめとするx86プロセッサが性能に比例して増大する発熱に対応して冷却装置の強化に迫られたのに対し、性能当たりの消費電力が比較的少ないPowerPCを採用したMacintoshでは、CPUの冷却装置に小型でファンレスのヒートシンクを採用しつづけた。特に消費電力の低いPowerPC G3を搭載したiMac、PowerPC G4を搭載した Power Mac G4 Cubeは筐体の放熱ファンも廃止してエアフローを意識したファンレス設計とし、静音性に優れていた。構成部品のヒートシンクから放たれた熱は空気の自然対流で外部に逃がされる。
また、2000年代後半になると、x86プロセッサでも、Atom・Geode・C7など、発熱量の少ない省電力CPUも登場し、ファンレスのPC/AT互換機が現れた。また、発熱量がさほど多くないCPU（Core 2 Duo、Core i7、Core i5の一部など）でも静音化のためCPUファンを排除する場合もある（Mac miniなど）が、それなりの大きさのヒートシンクが必要になる。なお、チップセットは、2020年現在もヒートシンクのみによる冷却が用いられることが多いが、かつてのNVIDIA nForce 4 SLIチップセットや、AMD X570チップセットのようにハイエンドの製品では小型ファンによって冷却するものもある。
Intel SpeedStep テクノロジは当初ノートPCのバッテリー消費を抑える機能であったが、デスクトップPCでもアイドリングやそれに近い状態であれば周波数や電圧を落とすことで消費電力や発熱を抑えるために利用されている。
2020年代には消費電力や周波数をごく短時間であれば超過する機能（インテル ターボ・ブースト・テクノロジー）や、逆に熱破壊を防ぐために温度上昇により自動でクロック周波数を落とす機能（サーマルスロットリング）が標準となったこともあり、本来の性能を引き出すにはTDP以上の冷却能力を備えたCPUクーラーの重要性が増している。

## 自然冷却（ファンレス）

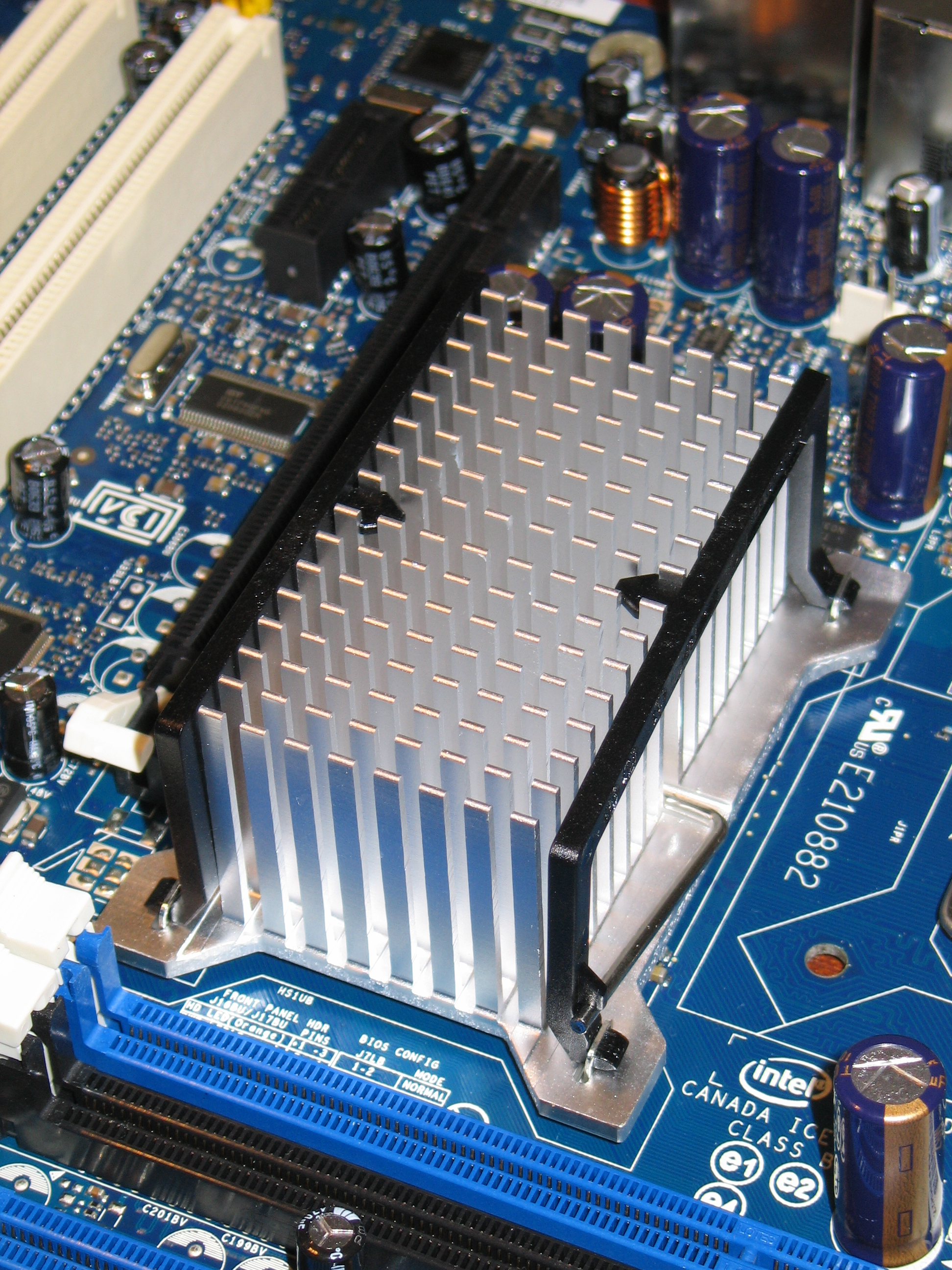
マザーボード上のヒートシンク（チップセットの冷却）

冷却ファンなどは使用せず、筐体内の自然対流と電源装置や筐体に設置したファンの排気による負圧を利用した換気により冷却する方法。

### 表面放熱
冷却するための装置・部品を一切使わずに、プロセッサの表面から放熱させる方法。スマートフォンやタブレットを始めとした組み込み機器のプロセッサでは一般的であるが、発熱量が多い最近のデスクトップパソコン向けCPUでは不可能である。
最近は、表面放熱量を増やすことのできるCPUの設置方法が採用されることがある。例えば、モバイルコンピューターで、CPUをキーボードと平行になるように設置し、キーボードの裏面の金属製フレームに密着させ、ここから放熱する方法である。ただしこのような表面冷却は、きわめて薄型であるモバイルコンピューターでしかできないうえ、ファンを使う冷却装置に比べ放熱量も限られている。

### ヒートシンクの利用
プロセッサの表面にヒートシンクを取り付けて放熱する方法。CPUクーラー専用の冷却ファンを用いずに、筐体の吸排気ファンや電源装置に取り付けられた放熱ファンによって生じる筐体内部のエアフローを用いて、ヒートシンクに空気を当て冷却する。他の冷却方法と比べて仕掛けが簡単で無音で冷却することが可能だが、発熱の高いプロセッサを冷却するには巨大なヒートシンクが必要になる。

### 筐体による放熱
ヒートシンクを金属製の筐体に接触させて外部に放熱する設計もあり、密封が必要な産業用の機器で採用されている。
一般向けでもケースの一部がヒートシンクとなっており、ヒートパイプでCPUと繋ぐことでファンレスを実現した製品が販売されているが、CPUソケット位置などによっては使用できない場合があり、室温にも影響されるなど上級者向けとされる。

## 空冷

### 強制冷却
冷却ファンを使用し空気を利用して冷却する方式。現代では一般的な方法である。ヒートシンクに冷却ファンを取り付けた状態で販売されている。またヒートシンクとファンモータが一体化したものや、ファンが交換可能となっている製品もある。
店頭で販売されているCPU製品にはサーマル・ソリューションと称して、必要とする冷却性能を保証した強制空冷式冷却装置（リテールクーラー）が付属している。特に記述がない限り市販されているパーソナルコンピュータにおいて、CPUの冷却にはこの方式が用いられる。
ヒートシンクの上にファンを配置し、風を吹き下ろして冷却する「トップフロー型」と、ヒートシンクの側面にファンを配置し風を当てる「サイドフロー型」があり、それぞれに長所と短所がある。ヒートパイプを利用し、CPUとの接触面とファンの付いたヒートシンクを離すことで、12cmや14cmの大型ファンを2つ搭載したサイドフロー型なども登場している。ノートパソコンでは高さを抑えるため、薄いヒートシンクと薄いシロッコ扇風機を並行に配置し、ヒートパイプで接続することで強制空冷を実現している。
ファンを使うため風切り音が発生することから、メーカー各社は静音性も重要視したファン開発を行っているため、標準付属品以外にも様々な製品が販売されており、その中には流体力学や航空工学の成果を応用したと謳うものまで存在している。例えば、2009年に不二ライトメタルが発売した「T-Shooter」は4つの円筒を束ねた形状のヒートシンクに吸い出しファンを組み合わせた構造をしているが、これは熱力学と流体力学を基に設計されたものだという。
2023年、Frore Systemsがファンを使わず薄膜を超音波で振動させることで気流を発生させる「ソリッドステートアクティブ冷却システム」を発表した。
一般にCPUの冷却装置はケース内部にあるため、空冷を続けるためにはケース外部との継続的な換気が必要になる。筐体に設置したファン（ケースファン）により換気を行うのが基本であるが、効率を上げるため冷却装置の近辺に換気口を設置する（パッシブダクト）、ファンと換気口をダクトで繋ぐ、冷却装置が外気に直接面するようにレイアウトするなどの工夫もある（BTX規格など）。

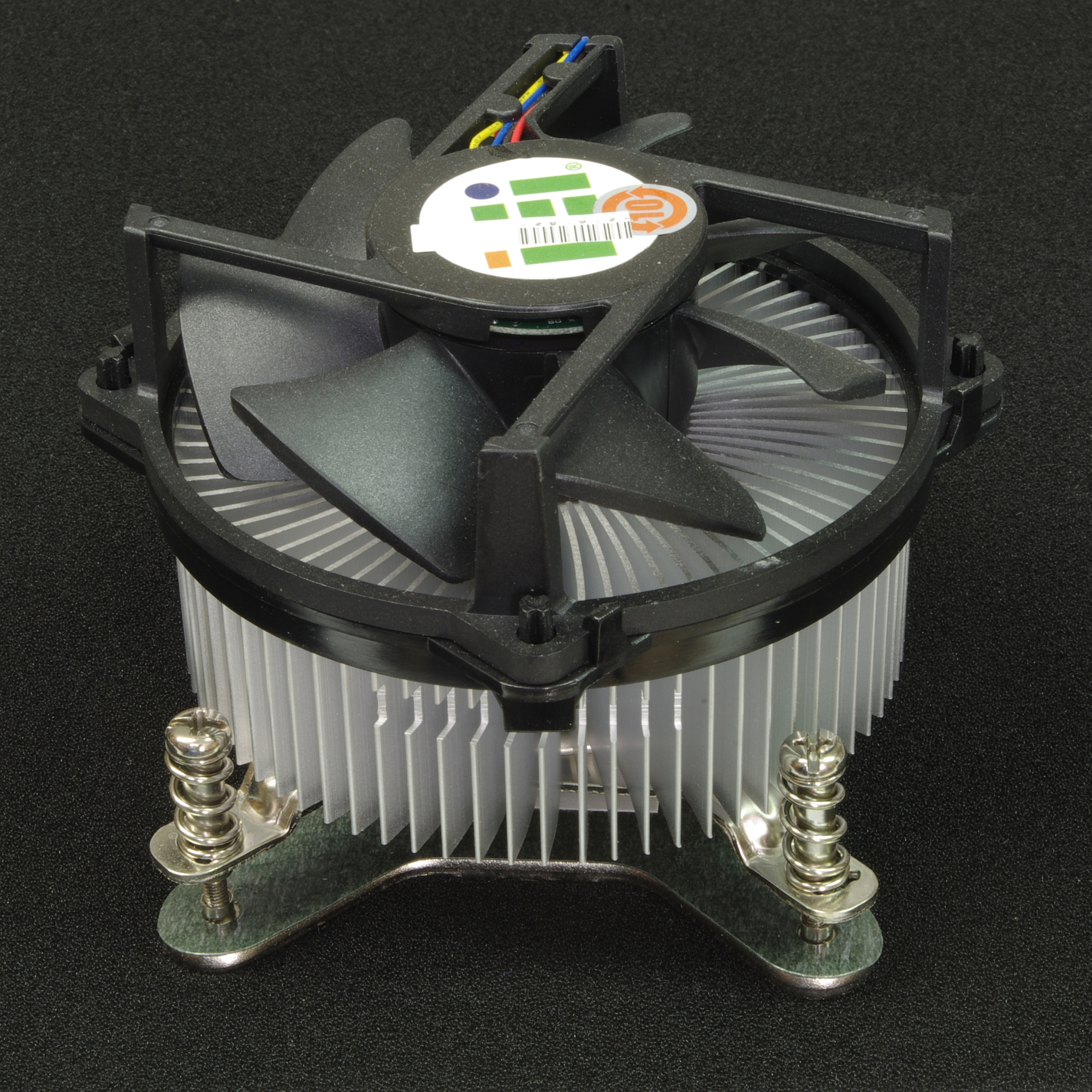
上から風を吹き付けるトップフロー型
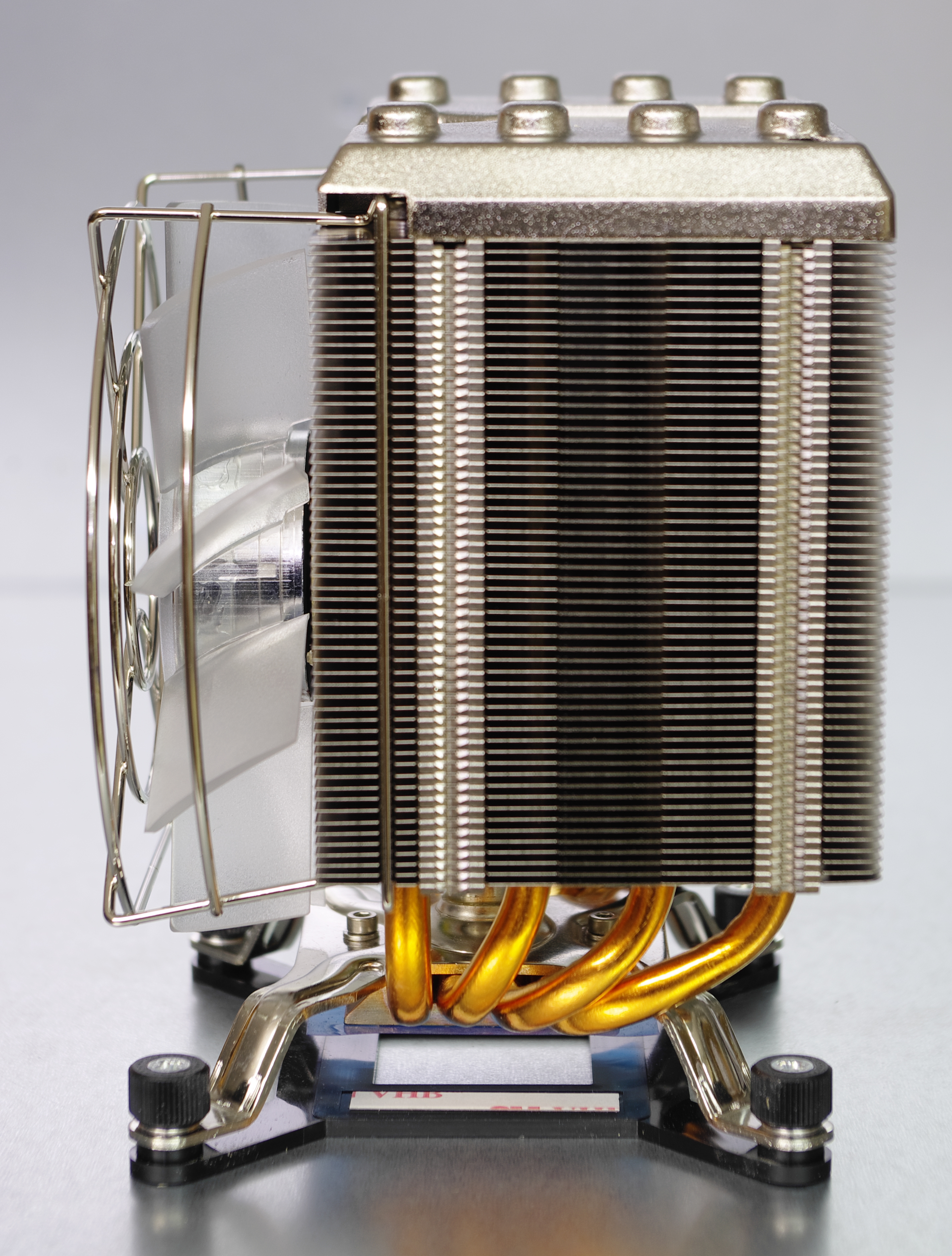
横に風を吹き付けるサイドフロー型
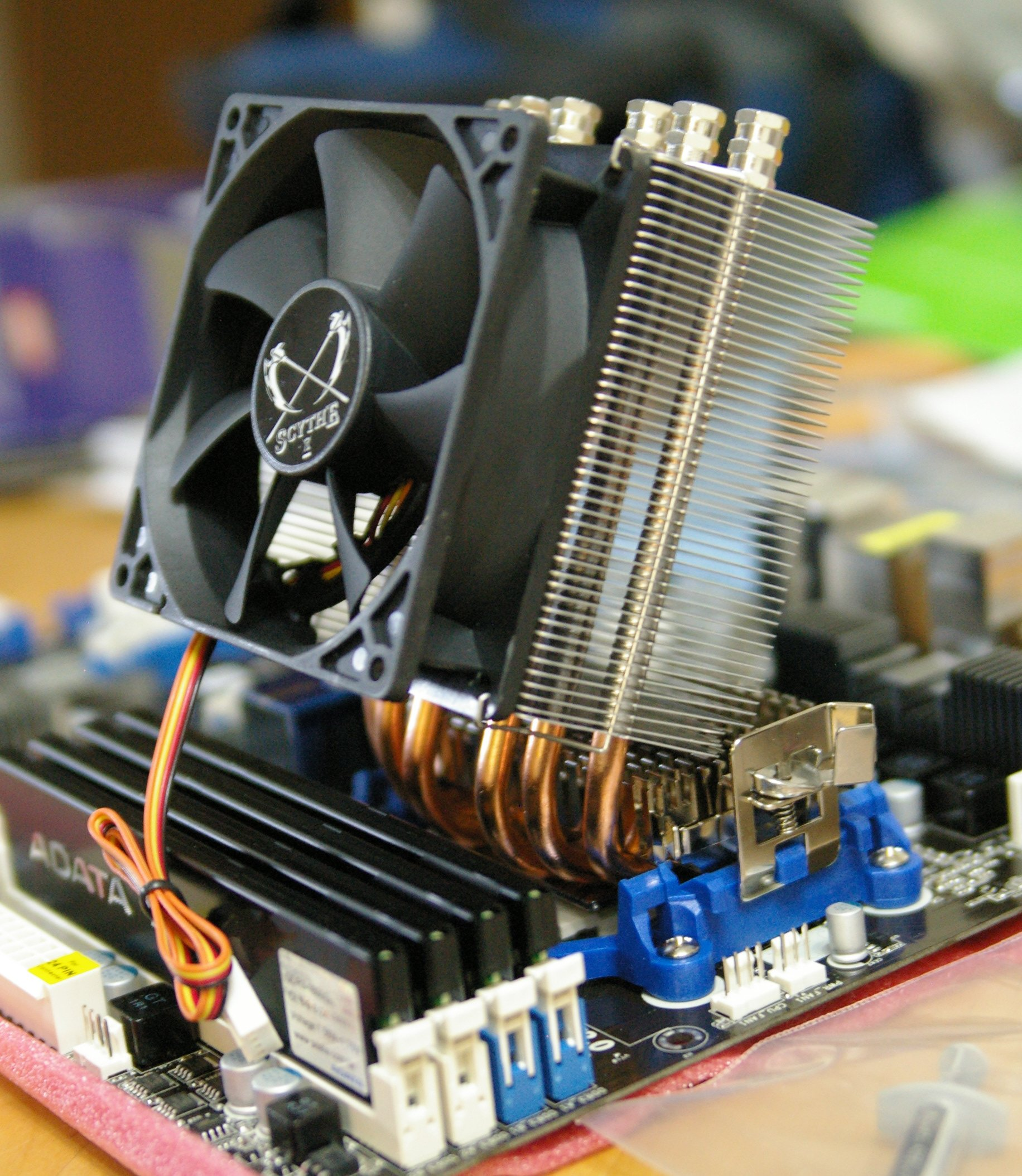
斜めに風を吹き付ける製品
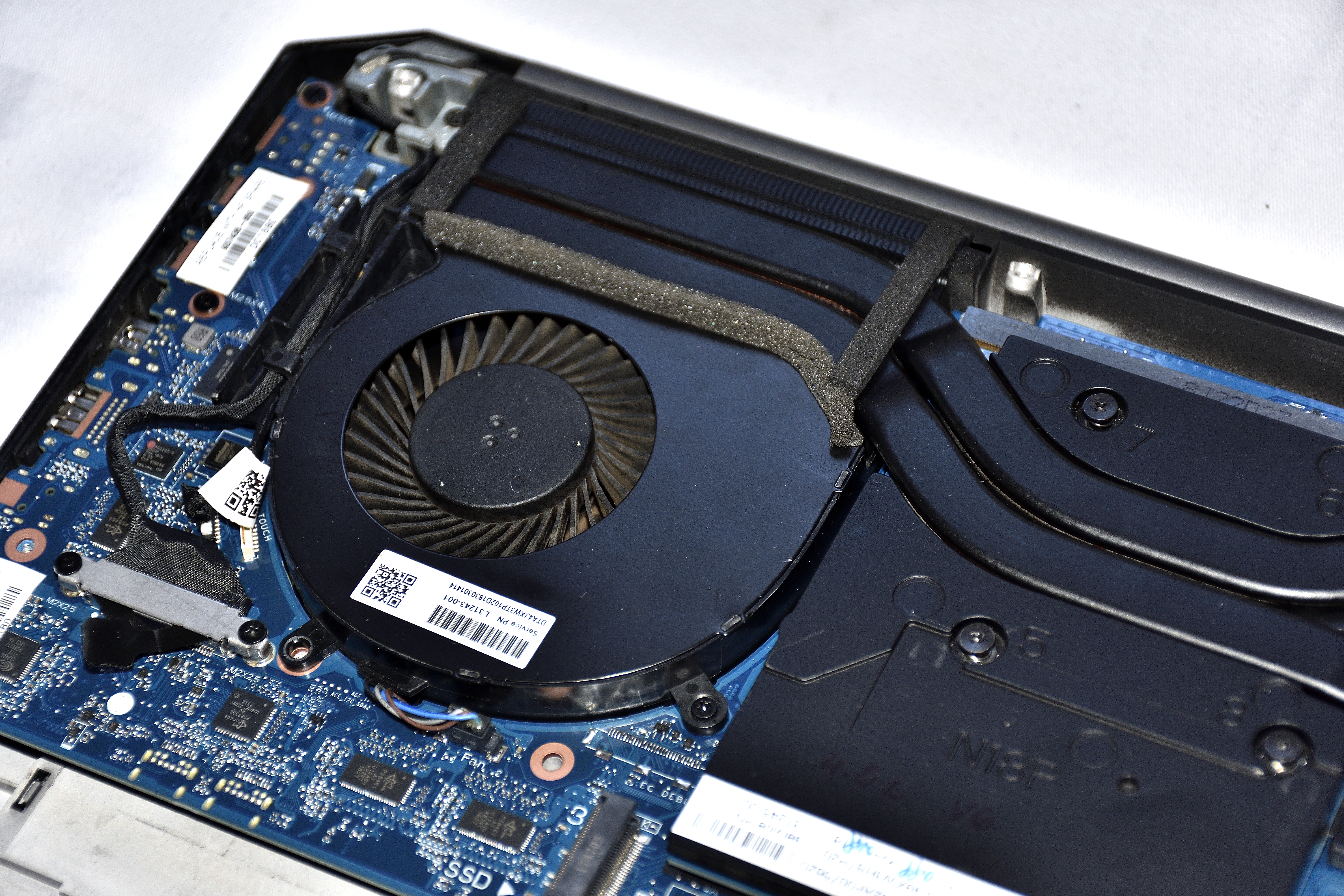
ノートパソコンの冷却装置。ヒートシンクとシロッコ扇風機をヒートパイプで接続している。

### 受動空冷
プロセッサの表面にヒートシンクを取り付けて放熱する方法。
詳細はヒートシンクの利用を参照のこと。

## 水冷

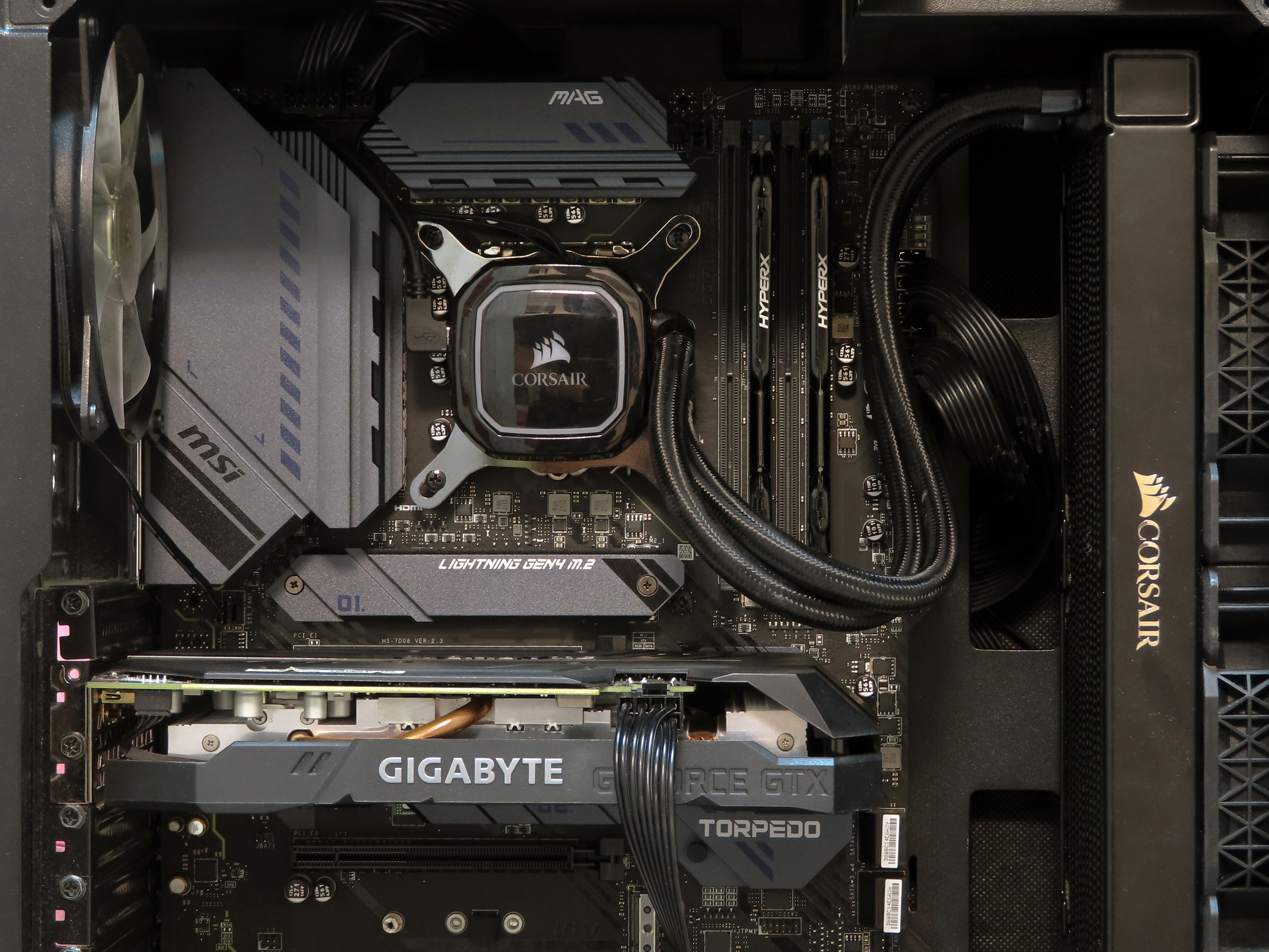
簡易水冷の導入例
CPUの熱を水冷ヘッド（中央）からラジエータ（右）に移動し放熱する。

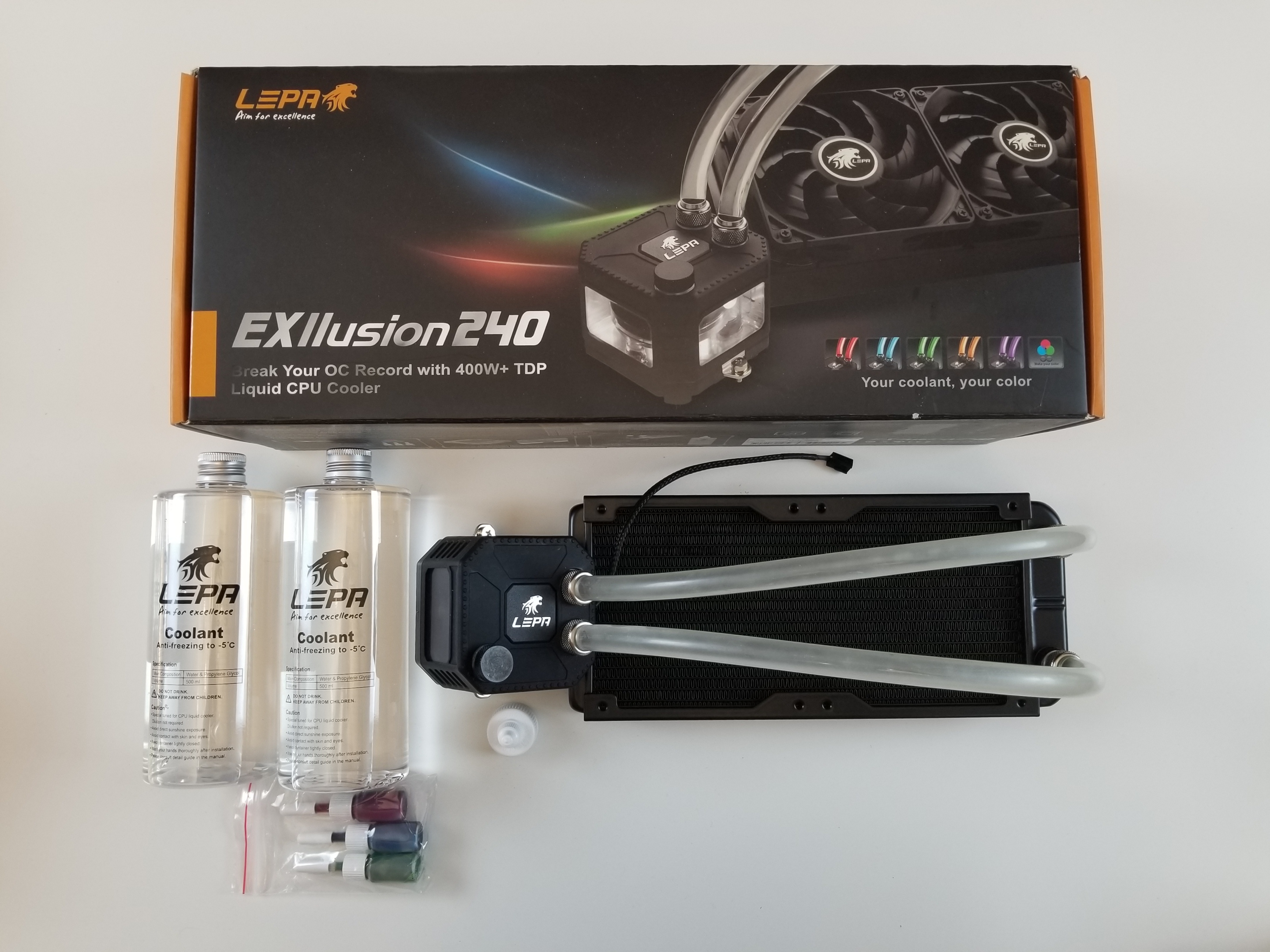
水冷キット一式。左にある2本のボトルが補充用の冷却液。

空気よりも熱容量が大きい冷却液を冷却に用いる方法。CPUに冷却液を循環させるヘッドを接触させて、熱を冷却液で持ち去り、外部のラジエータで放散させる。ラジエータには空冷ファンを付け、冷却能力を高めることが多い。CPU以外にGPUの冷却のためのキットも市販されている。
データセンターや大型汎用機ではラックと一体化した液冷システムが普及しているが、一般的なパソコンに用いるには構成部品が多く大がかりになりすぎ、また定期的なメンテナンスも必要であり、水漏れなどが発生すれば高価なパーツを破壊するリスクもある。
一般に空冷式より高価かつ複雑になることなどから簡便に用いることのできるものではなかった。技術の熟成により信頼性が上がり、値段も空冷クーラーと遜色ない製品が流通するようになり、冷却性能の高さに加え、ファンによる騒音を嫌って静粛性を求めるユーザーが水冷式を用いることが多い。
冷却液には水を用いることが一般的であるが、専用の冷却液も販売されている。
パソコン分野での水冷は「本格水冷」と「簡易水冷」に大別される。

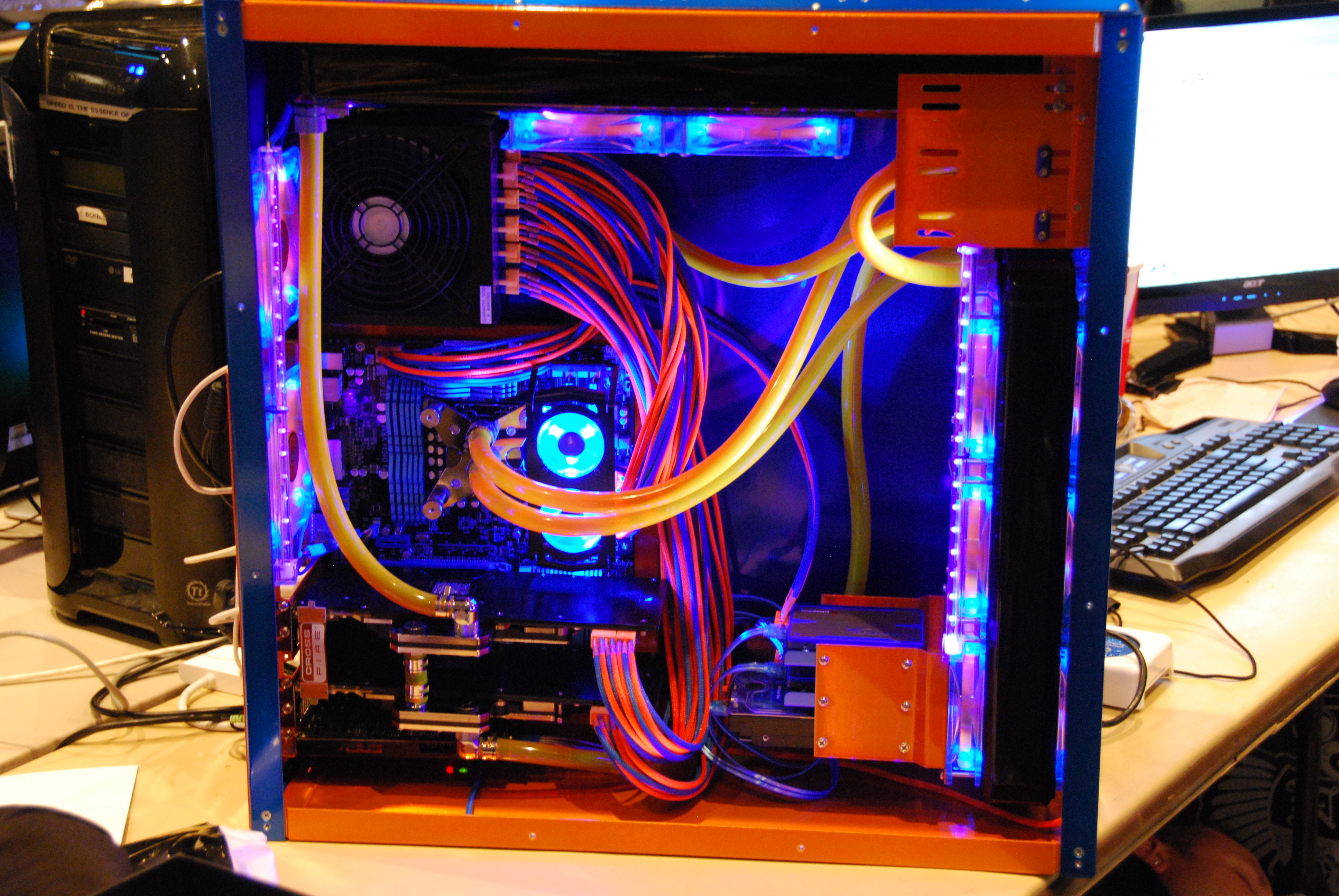
ゲーミングPCの水冷。

本格水冷

対象の熱を冷却液（クーラント）に伝える水枕（ウォーターブロック）、冷却液を送り出す電動のポンプ、冷却液を貯めておくリザーバータンク、熱交換を行うラジエーター、各パーツを繋げるホース（チューブ）およびその継手（フィッティング）を基本の構成要素とする。組み立ての際にはホースを各部に適した長さで切断して各構成機材を繋いで水冷経路を作り、エア抜きも行う必要があるなど手間が掛かる。その分、各構成機材の配置場所の自由度が高く、ホースをケース外に伸ばし、ラジエーター等を外付けにすることも可能。CPUだけではなくGPU、マザーボード、メインメモリ、珍しいものではSSDや電源ユニットの水冷化など適合する水枕さえ用意できればほぼ全ての発熱源に対応する。設置場所のスペースとポンプの能力の許す限りラジエーターの増設・拡張が可能なため、冷却性能を高めファン速度を下げる事により静音化も可能。
黎明期は自動車やバイクの水冷システム、アクアリウムのパーツ、水道管など先行していた各分野のパーツを流用・改造していたが、後に専用パーツも販売されるようになった。各パーツの接続部分は管用平行ねじのG 1/4インチがデファクトスタンダードとして広く採用されているため、継手を流用することでパーツの交換を容易に行える。また、特定のマザーボードやGPU専用の水枕を除きパーツの汎用性が高く、一度購入すれば適切なメンテナンスによって数世代にわたって使用できる。空冷CPUクーラーと同様、Socket AM4やLGA1700などの寸法に互換性の無いソケットが登場した際には各メーカーから無償もしくは低価格でアップグレードパーツが供給されている。
簡易水冷

2009年頃からはチューブ素材などの進化によりメンテナンスフリー化が進み、水枕、ホース、ポンプ、ラジエーターなどが一体化して冷却水が封入済みで簡単に取り付けられる1万円前後の簡易型水冷クーラーのキットが自作パソコン用途向けに販売されている。2010年代以降はこれら簡易水冷型クーラーが1万円以上のハイエンド・CPUクーラー市場において一定の市場を形成している。「CPUヘッド」と呼ばれる水枕部分を固定した後、ラジエーター部分をケースに固定すればいいためパソコンケース内のみで水冷経路が完成し、ユーザーは水冷経路を組み立てる必要もなく冷却液そのものを扱わずに済む。ただし多くの簡易水冷にはリザーバータンクがないのでCPUの発熱量次第では、冷却液全体の温度が上がってしまうと熱飽和で放熱が追い付かなくなるので、PCの環境や構成に合わせたラジエーターサイズの製品が望ましい。大半の製品がメンテナンスフリーを謳っているが、当初は冷却液の交換ができない場合が多く冷却液の揮発や内部の腐食などで性能が低下した場合は機材を交換および廃棄することが多かった。後に冷却液を補充できるようにした製品が登場し、最初から補充用の冷却液をセットにして販売する例もある。
2025年現在市場に出回っている製品のほぼ全てがデンマークに本社を置くAsetekのOEMであり、各社はAsetekの基本設計に独自のカスタマイズを施して販売している。同社は簡易水冷に関する特許を取得しており、競合であるカナダのCoolItや台湾のCooler Masterなどを特許侵害で提訴し、いずれも勝訴している。2013年には本格水冷メーカーの米国Swiftechの製品にも警告を行い、同社は米国での販売を停止した。CPUの水枕とポンプを一体化させる構造が特許の対象となっているため、AsetekとのOEM契約を結んでいないメーカーはラジエーター側にポンプを装着するか、わざと複雑な構造をとり内部的に一体化していない構造とすることで特許を回避している。
2020年代からはホワイトボックスパソコンメーカーの中にもBTO用パーツやハイエンドモデルとして用意するところが現れるなど、普及が進んでいる。
GPUの冷却にCPU用の簡易水冷を利用することもある。
水冷型のクーラーは、強制空冷式のCPUクーラーでは存在したファンによる風の流れが限定的となるため、その設置の状況によってはマザーボード上のチップセットやメインメモリーなどの他のパーツ機材の冷却が疎かになる可能性があり、導入する際にはケース内の冷却も考慮する必要がある。
ノートパソコンにおいても水冷を採用した製品が存在する（例：日立製作所・FLORA 270W サイレントモデル、2002年発売）。

## 液浸冷却
水冷と異なりCPUやマザーボードその他のパーツを含めて直接冷却液内に浸すものと、防水ケースに収納して浸す物の2種が存在する。熱源に対して直接冷却液を接して排熱できるので冷却性能は非常に高い。冷却液にはフッ素系不活性液体やオイルなどの非電導性の液体が用いられ、直接水没させる場合はパーツに関しても冷却液が浸透しないようにコーティングしたものなどが使われるが、主にデータセンターのサーバーやスーパーコンピューターなどの高い冷却性能を要求される用途などで使われる。近年冷媒に使われるPFASの一種であるフロリナート等が製造過程で環境汚染を引き起こす事で問題となっており、規制が進んでいるため代替物の検討が進められている。
一般ではまず利用されることはないが、僅かに市販されている専用PCやキットは非常に高額である。自作する場合は魚類用の水槽に精製水やオイルを満たしてパーツ一式を浸すものが多く、マニアが公開している物やPCショップの展示品等で見ることができる。市販品で水没を想定したパーツはほとんど存在しないので長期的な運用は難しく、コストやメンテナンス性も良くはないので水冷以上にハードルが高い。

### 水中データセンター
自然環境下での水中データセンターを実現するための検証実験が官民で行われている。冷却に湖水や海水を使うことで大規模な冷却施設と土地が不要になる、空調を駆動するための電気代を抑えられる他、人間が内部に入らないため事故率も地上より低いというメリットがある。
Microsoftはナティック計画で専用のコンテナ内にサーバーを収納し、冷却を海水で行う海中データセンターの検証実験を行っている。
国立情報学研究所では専用の冷媒や精製水を用いず、水道水や自然水を使った液浸冷却の研究を行っている。市販品のパーツをパリレン樹脂でコーティングすることで電気絶縁性を確保して、専用コンテナを用いずに直接水没させて水槽、湖、海中などに沈めての検証実験を行っている。検証では水道水を入れた水槽の中で3か月の稼働を成功させている。

## 冷凍機を用いた冷却
パソコンの筐体に小型の冷凍機を組み込んで、冷媒が蒸発する時の気化熱を利用した放熱を行うもの。マニアが自作する物のほか、これを組み入れた製品を出荷しているメーカーや、パソコンショップのショップブランド品に仕込んで販売する例もある。
水冷よりもさらに高い冷却効果を得られる反面、冷却装置そのものがそれなりに大掛かりかつ高価であり、除湿機などを流用する場合でも大がかりな改造が必要である。家庭やオフィスといった一般的なエンドユーザーの使用環境であれば、空冷のリテールクーラーで動作が保証されており、ヘビーユーザーでも簡易水冷で十分な冷却が可能であるため、パソコンにおいては一般に用いられない。データセンターなどでも建物の空調と連動した空冷式か液浸冷却が使われるため、趣味の範疇にとどまっている。

## 寒剤を用いた冷却

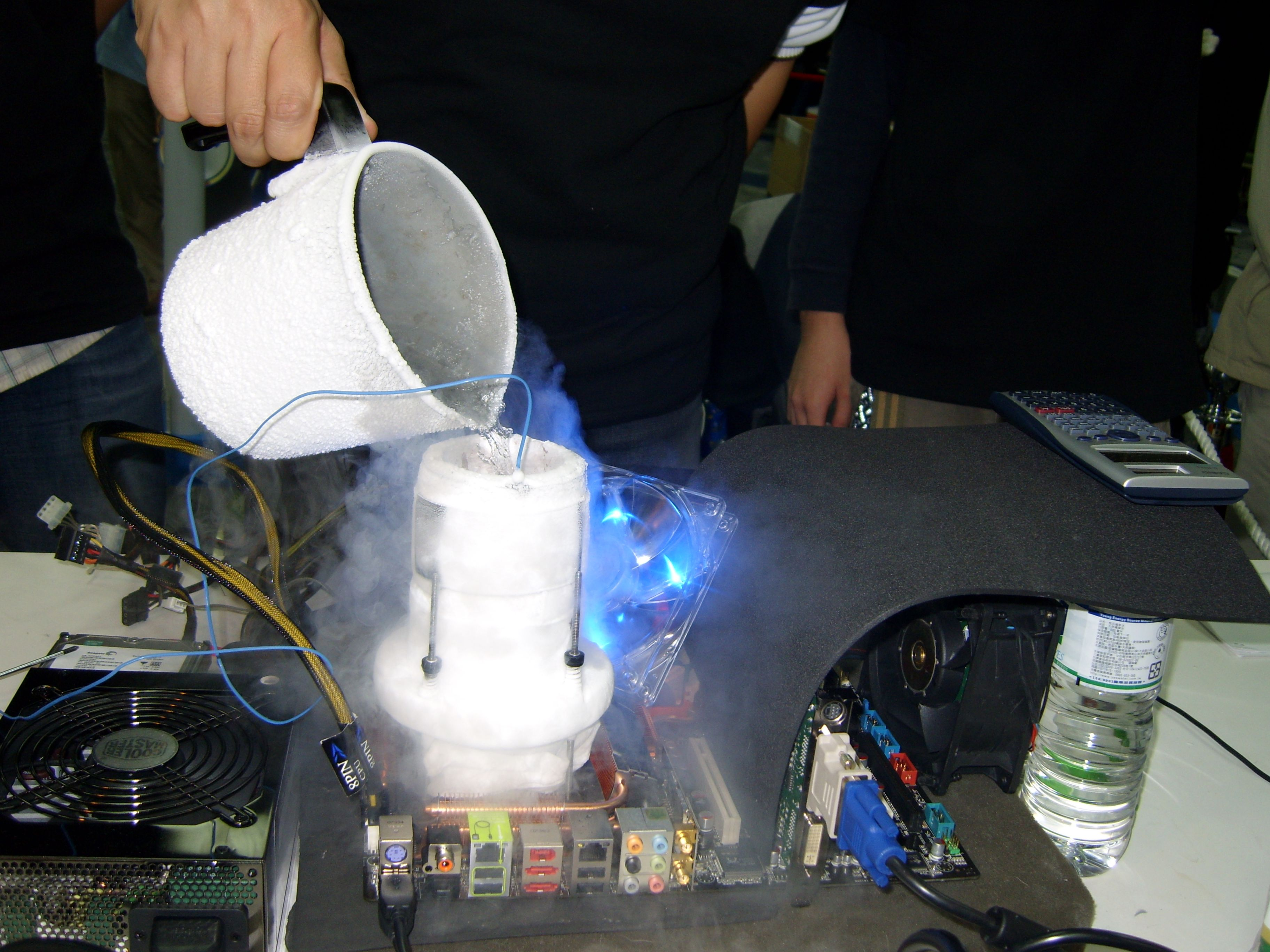
液体窒素冷却

CPUの直上に液体窒素やドライアイスを入れる銅製の枡等を用いて放熱する方法。極低温であり極端なオーバークロックを行えるところから「極冷」と称される。
極低温を維持することでオーバークロック時の冷却効率が評されるが、結露対策に気を使う必要があり、タオルを敷き詰める、マザーボードをコーティングするなどが行われている。寒剤自体も消耗品であり運用コストがかさむので、ベンチマークの試合における極端なオーバークロック時の利用が一般的であり、個人で常用することは極めて少ない。
2018年に行われたオーバークロックの大会では実際にこのような冷却方法を使用したオーバークロックも行われた。なおその際にはスポンジやペーパータオルが使用された。
必要なパーツは自作することが多いが、キットも販売されている。

## 冷却の補助
冷却効率を上げるため、補助的な役割を担う物。

### 放熱グリス

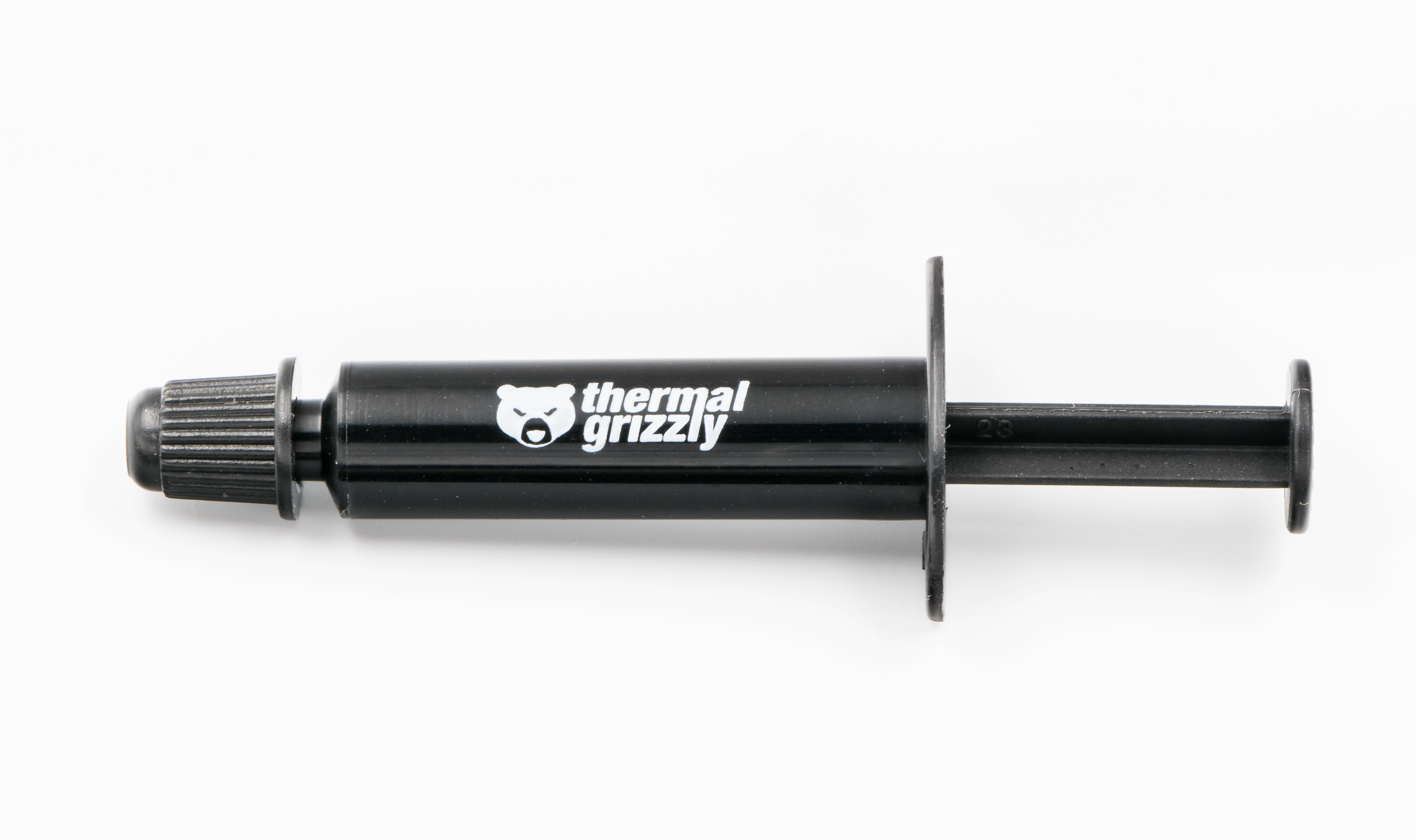
放熱グリス

冷却装置とCPUの間は、密着させていても材料表面の微細な凹凸による隙間が生じている。そこを空気ではなく、より熱伝導率の高い物質で埋めることによって、冷却装置へ熱を伝わりやすくするもの。シート状・ダイヤモンド粒子配合・液体金属のものもある。

### ヒートパイプの利用

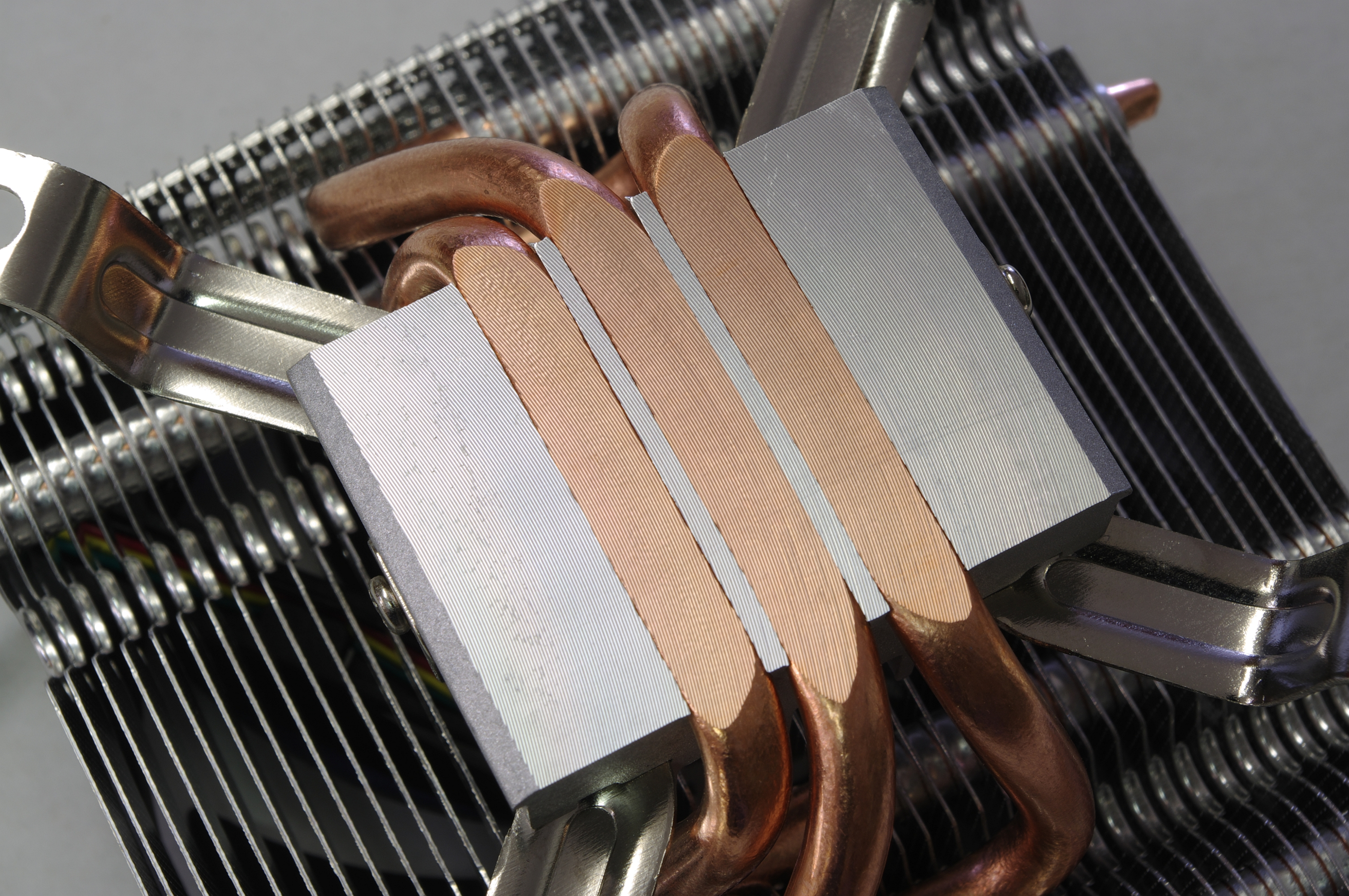
3本のヒートパイプが熱源に接する構造のCPUクーラー

熱伝導率の高いヒートパイプを用いてチップの熱を移動させる方法。金属よりも、速やかに遠くまで熱が移動できるため、薄い多量のフィンや側面を用いて表面積を稼ぐことができ、放熱部の効率を高められる。
大きさや部品配置の点で制約の厳しいノートパソコンなどでも十分に冷却することが容易になる。また、ケース内のスペースが大きいタワー型ケースでは、ヒートパイプを用いることで大型のクーラーでもすぐにヒートシンク全体へ熱を伝える事ができ、冷却性能が上がり、高速ファンを使ってのオーバークロック、あるいは大型の低速ファンを用いることでの静音化が容易になる。

### ペルチェ素子の利用

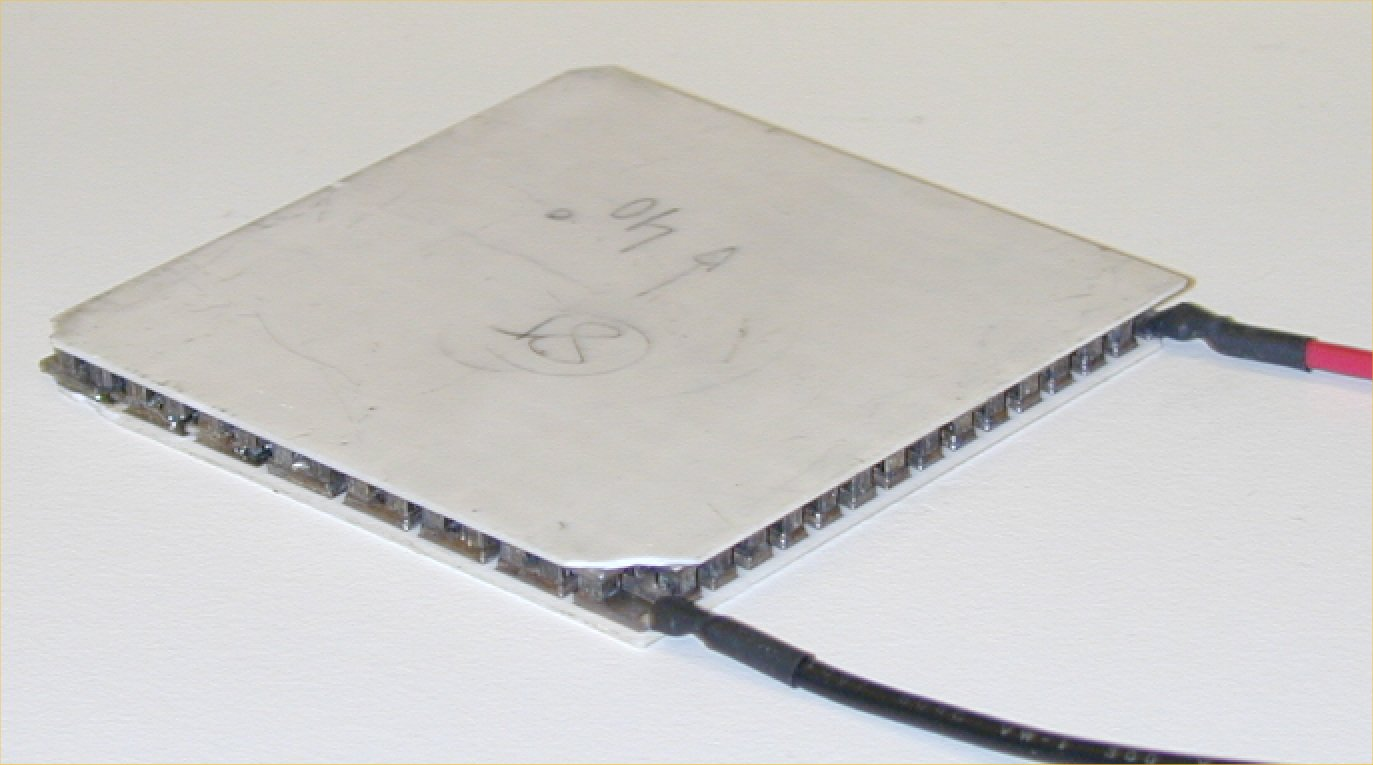
ペルチェ素子

ペルチェ効果を利用した薄型の冷却素子。CPUに接する面から吸収した熱を、反対側の面に移動させる。素子単体では冷却装置として機能しない（単なるヒーターになってしまう）ことから、空冷や水冷の冷却装置を併用して放熱効率を向上させたり、外気より低い温度を作るために使用される。
パソコンではi486、Pentium（初代）の時代に流行したが、それ自体がかなりの電力を消費し発熱すること、冷却しすぎると結露が発生することといった使い勝手の悪さや、空冷装置の性能向上によりペルチェ素子の優位性が失われたこと等の理由で廃れ、現在はオーバークロッカー等、一部マニアで使用されるに留まる。
2020年には前述の弱点をハードウェアおよびソフトウェアでの解消を図った製品をIntelが企画、CPUクーラーメーカーが規格に準拠した製品を発売している。ただし、対応するマザーボードは限られており、モジュール自体の消費電力も非常に高い。

### 殻割りによる放熱部材の交換

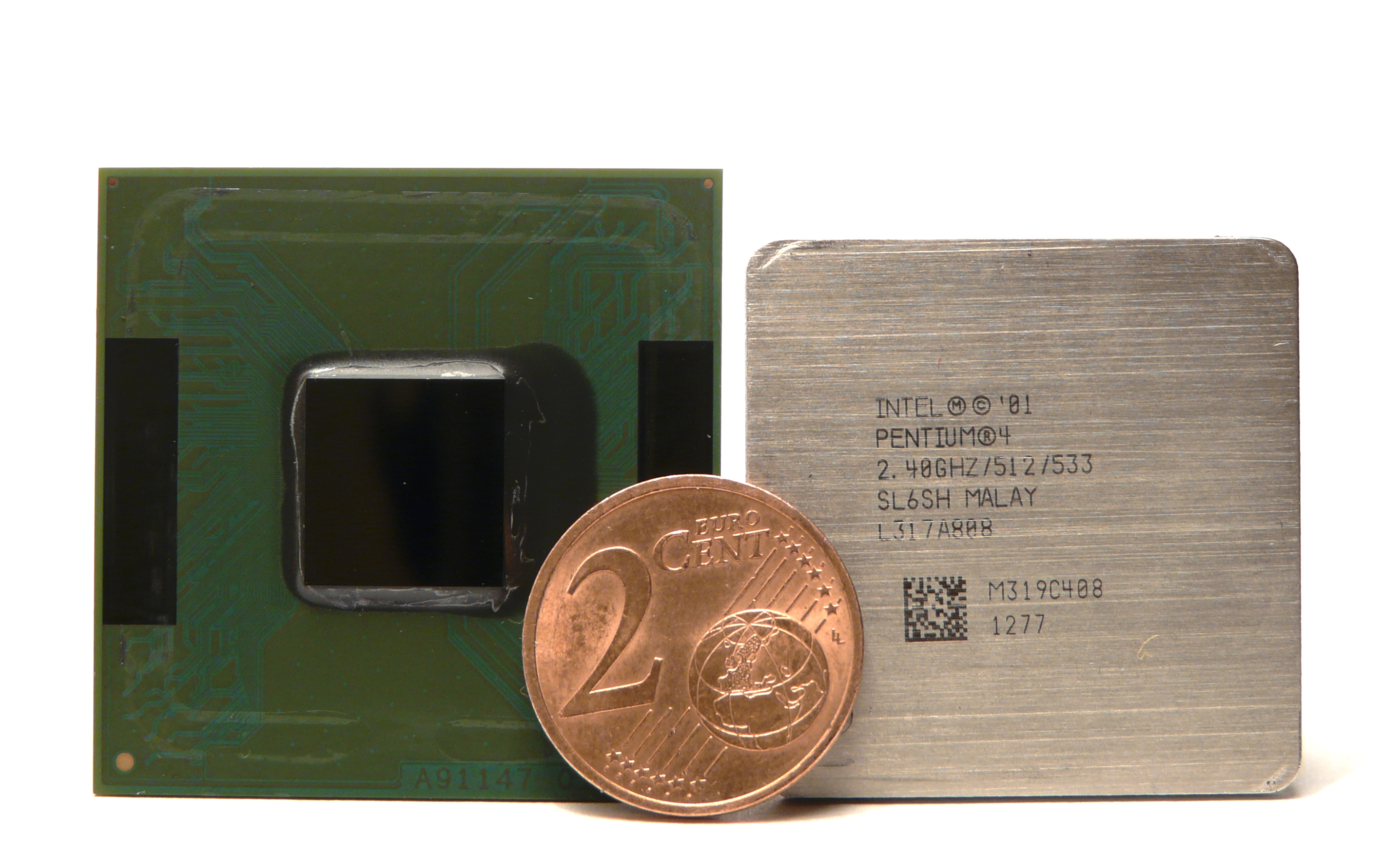
ヒートスプレッダを外したPentium 4

CPUのヒートスプレッダを取り外すことを「殻割り」という。万力、カッター、専用器具などを使って殻割りを行い、ダイとヒートスプレッダの間のソルダリングやグリス等の熱伝導材料(Thermal Interface Material; TIM)、ヒートスプレッダをより放熱性の高いカスタム品へ交換することで高負荷時の温度上昇の抑制が期待できる。これは、オーバークロッカーやエンスージアストなどにより行われることが多い。
殻割りの難易度は高く、実行した時点でメーカーの保証対象外となり最悪の場合動作不能になるリスクがある。
自作ユーザーの間で殻割りが行われるようになった時期はIntelの第三世代Core IvyBridgeからであり、後述の理由により一部のユーザーの間で流行し始めた。理由はTIMがソルダリングから性能が低いグリスに変更されたため熱移動がうまく行われず、個体によっては負荷を掛けるとすぐに高温となるケースもあり、サーマルスロットリングによる性能低下も無視出来ない場合があったためである。殻割りでTIMを高性能な市販品にすることで通常よりCPU温度が低下した事例も確認されている。第九世代のCoffee Lake Refresh以降の製品では改善されているが、以降も前述の理由で純正ソルダリングの忌避やOC耐性の向上などの理由で殻割りを行うケースがある。

## CPUクーラーの主な取付方法
2016年現在流通しているマザーボードで採用される方式には、主に以下のプッシュピン方式、リテンション方式、バックプレート方式の3つがある。

### プッシュピン方式

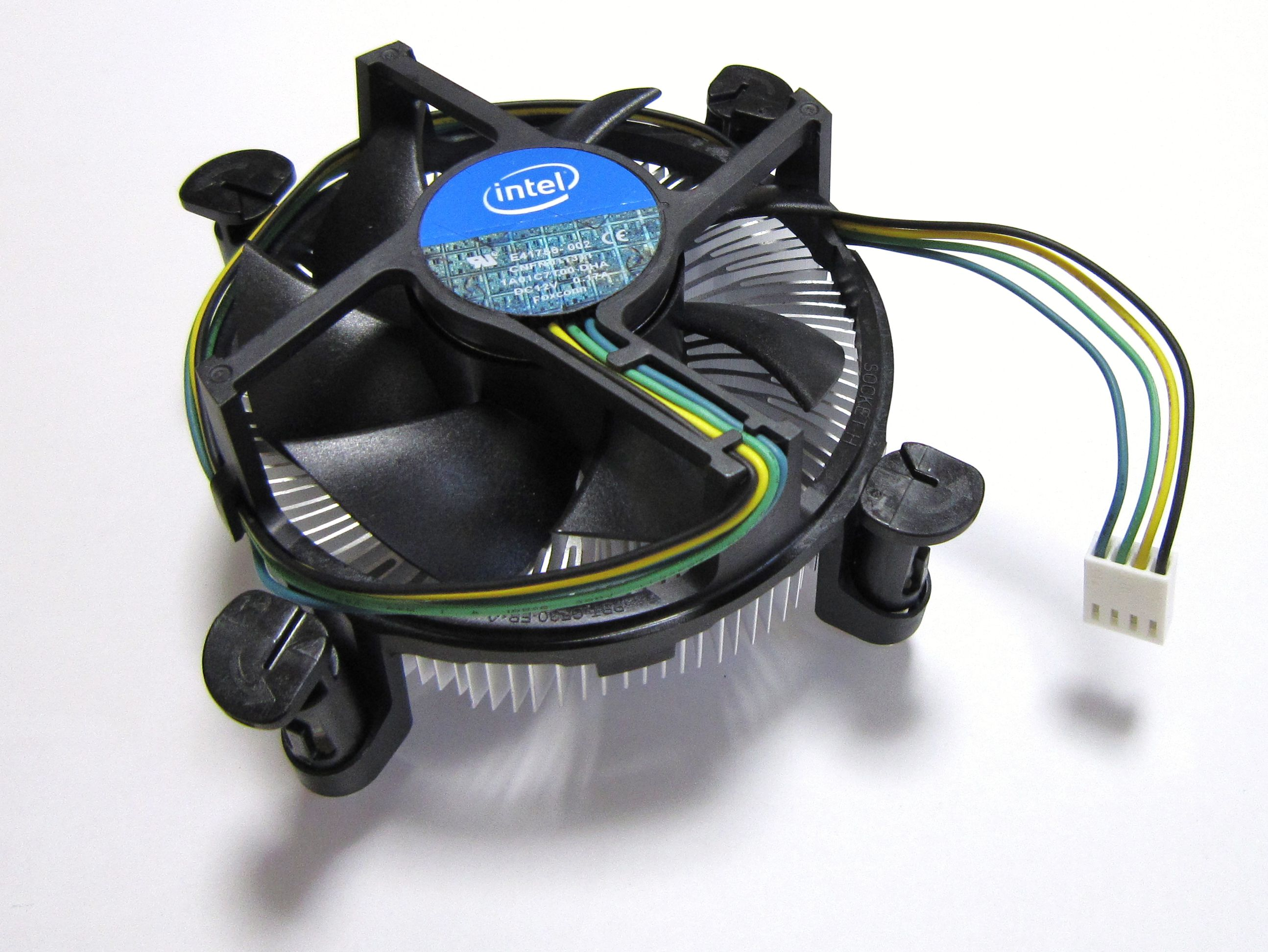
プッシュピン方式のCPUクーラー

インテル製CPUにてよく使われている方式で、CPUクーラーのフレームをマザーボードに予め開けられている穴に、樹脂製のリベット（プッシュピン）を指で押し込んで固定する方式。取り付け時はピンの向きや状態を4か所同時に把握しなければならず、CPUクーラーが大型になるほど指を掛けにくくなる。しかし固定されれば自然とメーカー指定の圧力となるため、CPUやマザーボードを破損させるリスクが少ない。インテルリテールクーラー、一部のAMDリテールクーラー、サードパーティ製CPUクーラーで採用されている。

### リテンション方式

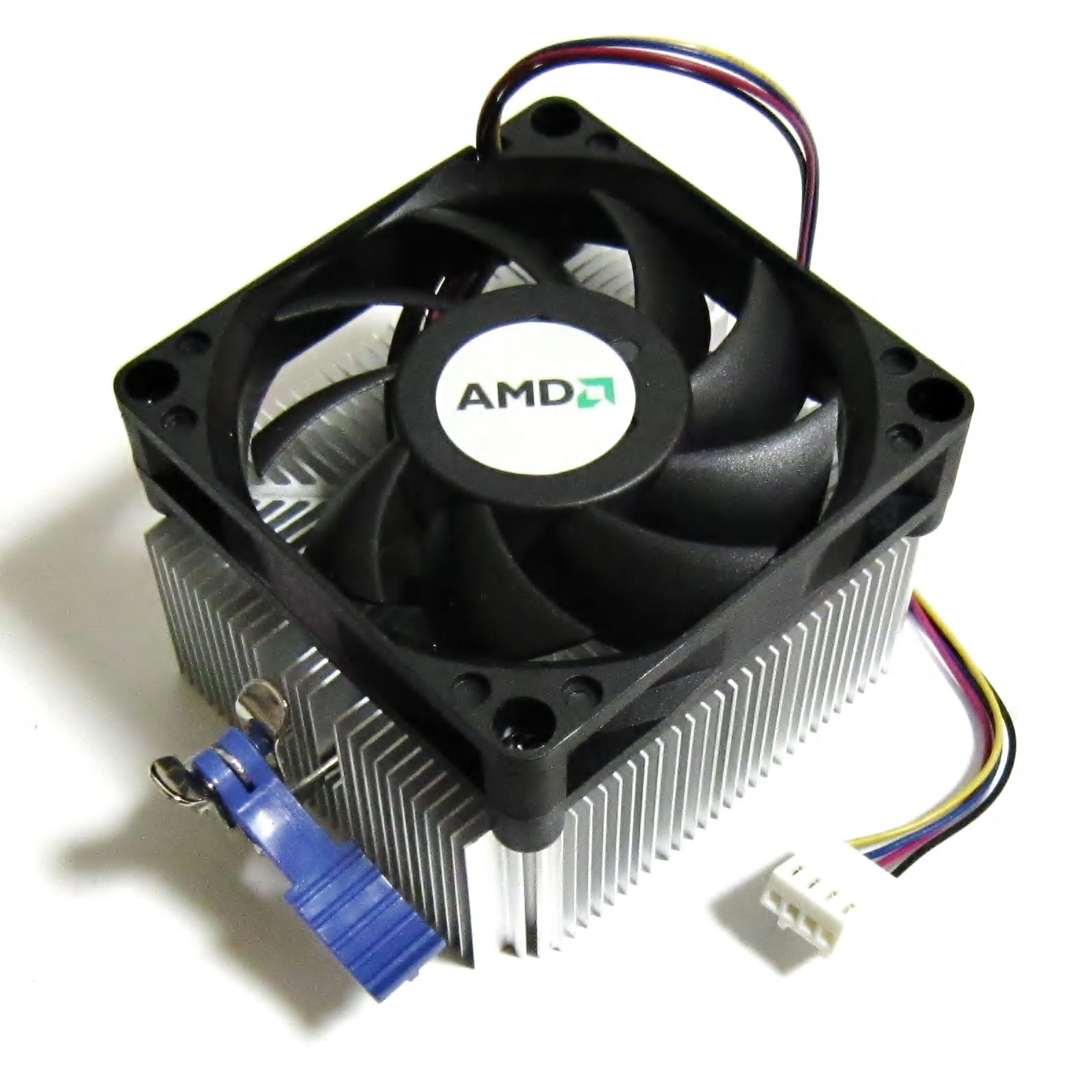
リテンション方式のCPUクーラー

AMD製CPUにてよく使われている方式で、マザーボードに取り付けられているブラケットに、CPUクーラーのフックを引っ掛け、レバーで締め上げて固定する方式。作業は非常に単純だがレバーが固く、力が要る。プッシュピン方式と同様に圧力はメーカー指定のものとなるため破損リスクは少ない。AMDリテールクーラー、サードパーティ製CPUクーラーで採用されている。

### バックプレート方式

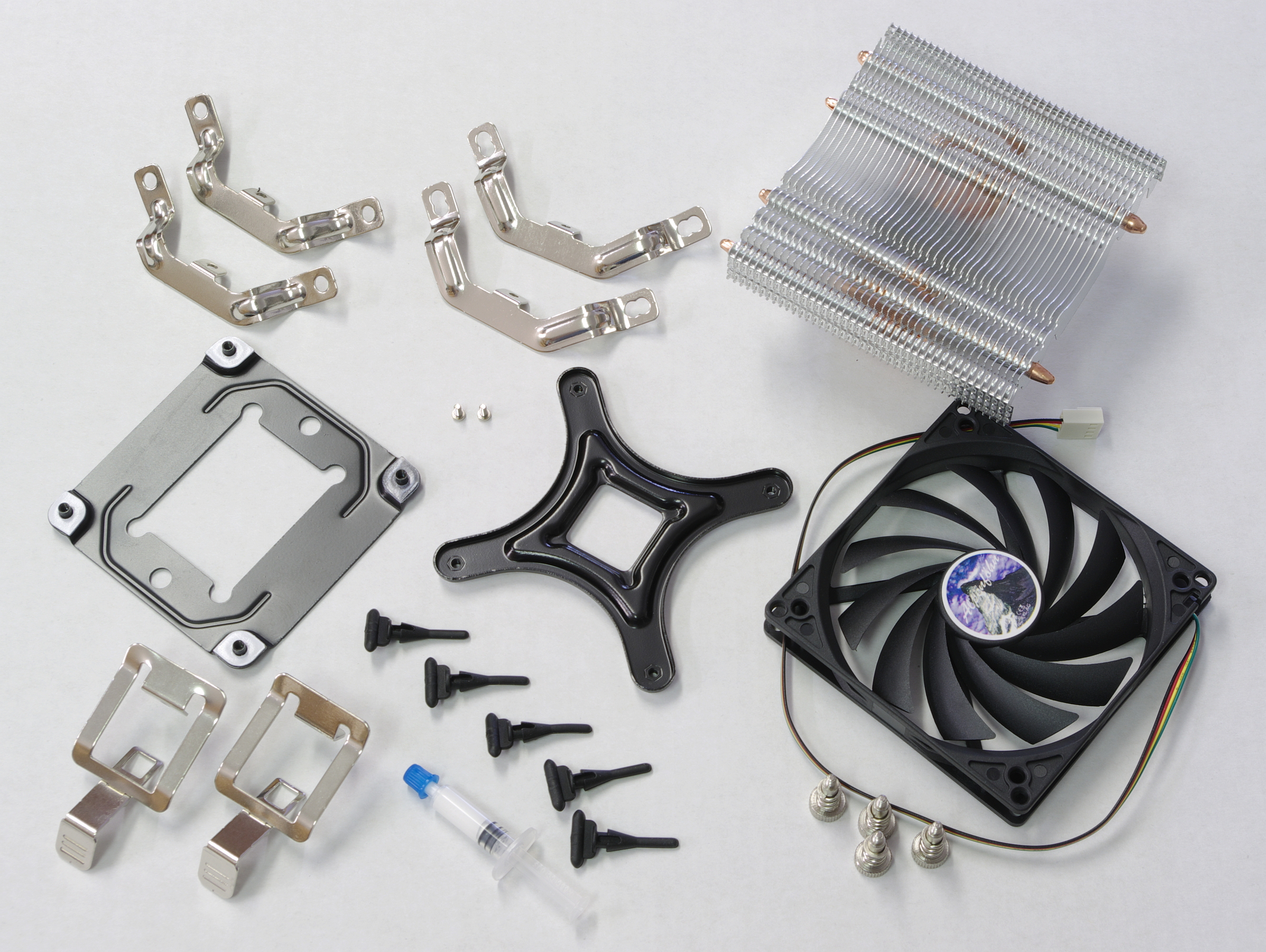
バックプレート方式のCPUクーラーの部品一式

マザーボードの裏側に、金属もしくは樹脂製のバックプレートと呼ばれるネジ穴が設けられたプレートを取り付け、反対側からCPUクーラーのフレームをネジにて固定する方式。前述のプッシュピン方式の穴や、リテンション方式のブラケット取り外し跡にバックプレートを設置することで、この取り付け方式が使える他、インテルのLGA2011マザーボードの場合は予めマザーボードにネジ穴がつけられているため、そのまま取り付けることが可能である。ドライバーやスパナで取り付けるため他方式に比べて力が要らず、重量があるCPUクーラーも支えることができる。しかし圧力は作業者依存となってしまうため、ネジ緩みによる冷却不全や、締めすぎによるCPU破損などが起こりうる。ハイエンド向けCPUクーラーや、簡易水冷式のCPUクーラーに採用されていることが多い。

## 手入れ

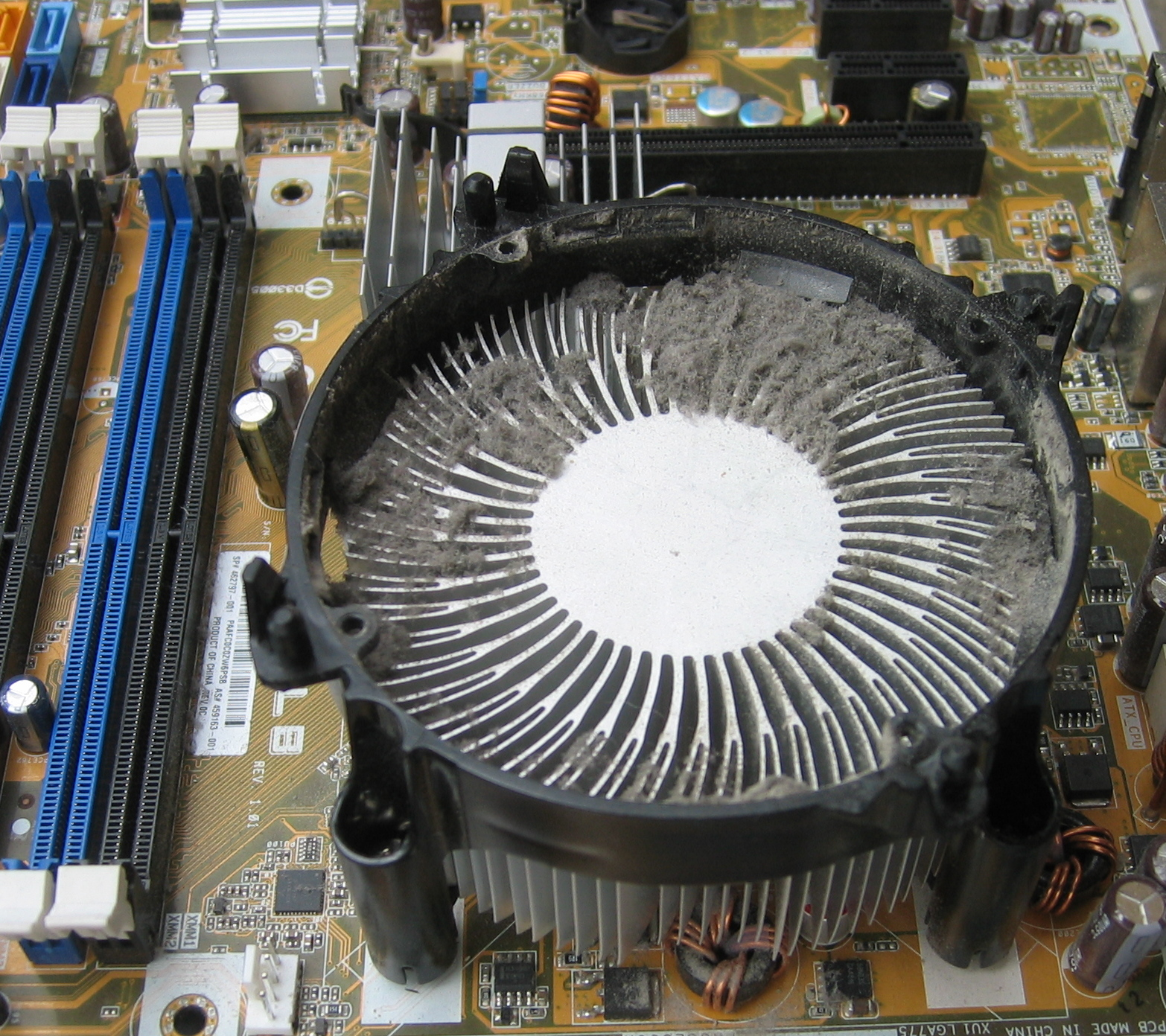
ホコリが堆積したヒートシンク

PCの経年使用により、CPUの冷却装置周りにホコリが付着・堆積すると、冷却能力が低下し故障の原因となる。このため、定期的にエアダスター等によるホコリの除去や、放熱グリスの塗り直しといった手入れを行うことが望ましい。

## 冷却装置（CPUクーラー）の著名メーカー
- 東芝ホームテクノ
- ZALMAN
- Cooler Master
- Thermaltake
- Akasa
- Alphacool
- Asetek
- ThermalRight
- Noctua
- GIGABYTE
- SNE
- 山洋電気
- ニデック
- AVC
- SCYTHE
- CRYORIG
- DeepCool
- Montech
- Lian Li

これら企業の中にはファブレスメーカーやOEM専門の商社も存在している。
また、これら以外でもパソコンショップなどが、日本市場に未参入の海外メーカーの製品を独自に輸入して販売していることがある。